# Lalinde
Lalinde est une commune française située dans le département de la Dordogne, en région Nouvelle-Aquitaine. De 1790 à 2015, la commune a été le chef-lieu du canton de Lalinde, puis depuis 2015, son bureau centralisateur.

## Géographie

### Généralités
Dans le sud du département de la Dordogne, en Bergeracois, la commune rurale de Lalinde est entièrement située en rive droite de la Dordogne. À une distance maximale de 300 mètres, le canal de Lalinde longe la Dordogne.
Ancienne bastide, la ville se situe, en distances orthodromiques, treize kilomètres à l'ouest du Buisson-de-Cadouin et vingt kilomètres à l'est de Bergerac. Enserrée entre la Dordogne et le canal de Lalinde, elle est traversée d'ouest en est par la route départementale (RD) 703 qu rejoignent les RD 8, 8E1, 8E2 et 8E4.
La commune est également desservie par la RD 31, ainsi que par la ligne ferroviaire Libourne-Cazoulès par autorail Espérance en gare de Lalinde.
Le sentier de grande randonnée GR 6 longe le canal de Lalinde depuis le barrage de Mauzac jusqu'au bassin de chargement du canal et traverse la bastide pour emprunter le pont de Lalinde.

### Communes limitrophes
Lalinde est limitrophe de six autres communes. Son territoire est éloigné d'environ 300 mètres de celui de Varennes au sud-ouest et d'environ 550 mètres de celui de Cause-de-Clérans au nord-ouest.
|                      | Pressignac-Vicq |                         |
| Baneuil              | Lalinde         | Mauzac-et-Grand-Castang |
| Couze-et-Saint-Front | Pontours        | Badefols-sur-Dordogne   |

### Géologie et relief

#### Géologie
Situé sur la plaque nord du Bassin aquitain et bordé à son extrémité nord-est par une frange du Massif central, le département de la Dordogne présente une grande diversité géologique. Les terrains sont disposés en profondeur en strates régulières, témoins d'une sédimentation sur cette ancienne plate-forme marine. Le département peut ainsi être découpé sur le plan géologique en quatre gradins différenciés selon leur âge géologique. Lalinde est située dans le troisième gradin à partir du nord-est, un plateau formé de calcaires hétérogènes du Crétacé.
Les couches affleurantes sur le territoire communal sont constituées de formations superficielles du Quaternaire et de roches sédimentaires datant pour certaines du Cénozoïque, et pour d'autres du Mésozoïque. La formation la plus ancienne, notée c5a(2), date du Campanien 1, des calcaires packstone à wackstone crayo-marneux gris blanchâtres à subalvéolines à silex gris ou noirs. La formation la plus récente, notée CFvs, fait partie des formations superficielles de type colluvions carbonatées de vallons secs : sable limoneux à débris calcaires et argile sableuse à débris. Le descriptif de ces couches est détaillé dans  les feuilles « no 806 - Bergerac » et « no 807 - Le Bugue » de la carte géologique au 1/50 000 de la France métropolitaine, et leurs notices associées,.

Carte géologique de Lalinde.

#### Relief et paysages
Le département de la Dordogne se présente comme un vaste plateau incliné du nord-est (491 m, à la forêt de Vieillecour dans le Nontronnais, à Saint-Pierre-de-Frugie) au sud-ouest (2 m à Lamothe-Montravel). L'altitude du territoire communal varie quant à elle entre 25 m au sud-ouest, là où la Dordogne quitte la commune pour servir de limite entre celles de Saint-Capraise-de-Lalinde et Couze-et-Saint-Front, et 194 m à l'extrême nord, sur la RD 8, en limite de la commune de Pressignac-Vicq,.
Dans le cadre de la Convention européenne du paysage entrée en vigueur en France le 1er juillet 2006, renforcée par la loi du 8 août 2016 pour la reconquête de la biodiversité, de la nature et des paysages, un atlas des paysages de la Dordogne a été élaboré sous maîtrise d’ouvrage de l’État et publié en octobre 2020. Les paysages du département s'organisent en huit unités paysagères et 14 sous-unités. La commune fait partie du Périgord noir, un paysage vallonné et forestier, qui ne s’ouvre que ponctuellement autour de vallées-couloirs et d’une multitude de clairières de toutes tailles. Il s'étend du nord de la Vézère au sud de la Dordogne (en amont de Lalinde) et est riche d’un patrimoine exceptionnel.
La superficie cadastrale de la commune publiée par l'Insee, qui sert de référence dans toutes les statistiques, est de 27,70 km2,,. La superficie géographique, issue de la BD Topo, composante du Référentiel à grande échelle produit par l'IGN, est quant à elle de 27,69 km2.

### Hydrographie

#### Réseau hydrographique
La commune est située dans le bassin de la Dordogne au sein du Bassin Adour-Garonne. Elle est drainée par la Dordogne, le canal de Lalinde, et par un petit cours d'eau, qui constituent un réseau hydrographique de 18 km de longueur totale,.
La Dordogne, d'une longueur totale de 483,1 km, prend naissance sur les flancs du puy de Sancy (1 885 m), dans la chaîne des monts Dore, traverse six départements dont la Dordogne dans sa partie sud, et conflue avec la Garonne à Bayon-sur-Gironde, pour former l'estuaire de la Gironde,. Elle borde la commune au sud sur sept kilomètres et demi, face à Pontours et Couze-et-Saint-Front.
Le canal de Lalinde, d'une longueur totale de 15,51 km, est alimenté en eau par la Dordogne et prend naissance dans la commune de Mauzac-et-Grand-Castang, juste en amont du barrage de Mauzac, face à la commune de Calès, et rejoint la Dordogne à Mouleydier, juste en aval du barrage de Tuilières, face à Saint-Agne,. Il traverse la commune sur sept kilomètres et demi, longeant la Dordogne d'est en ouest.

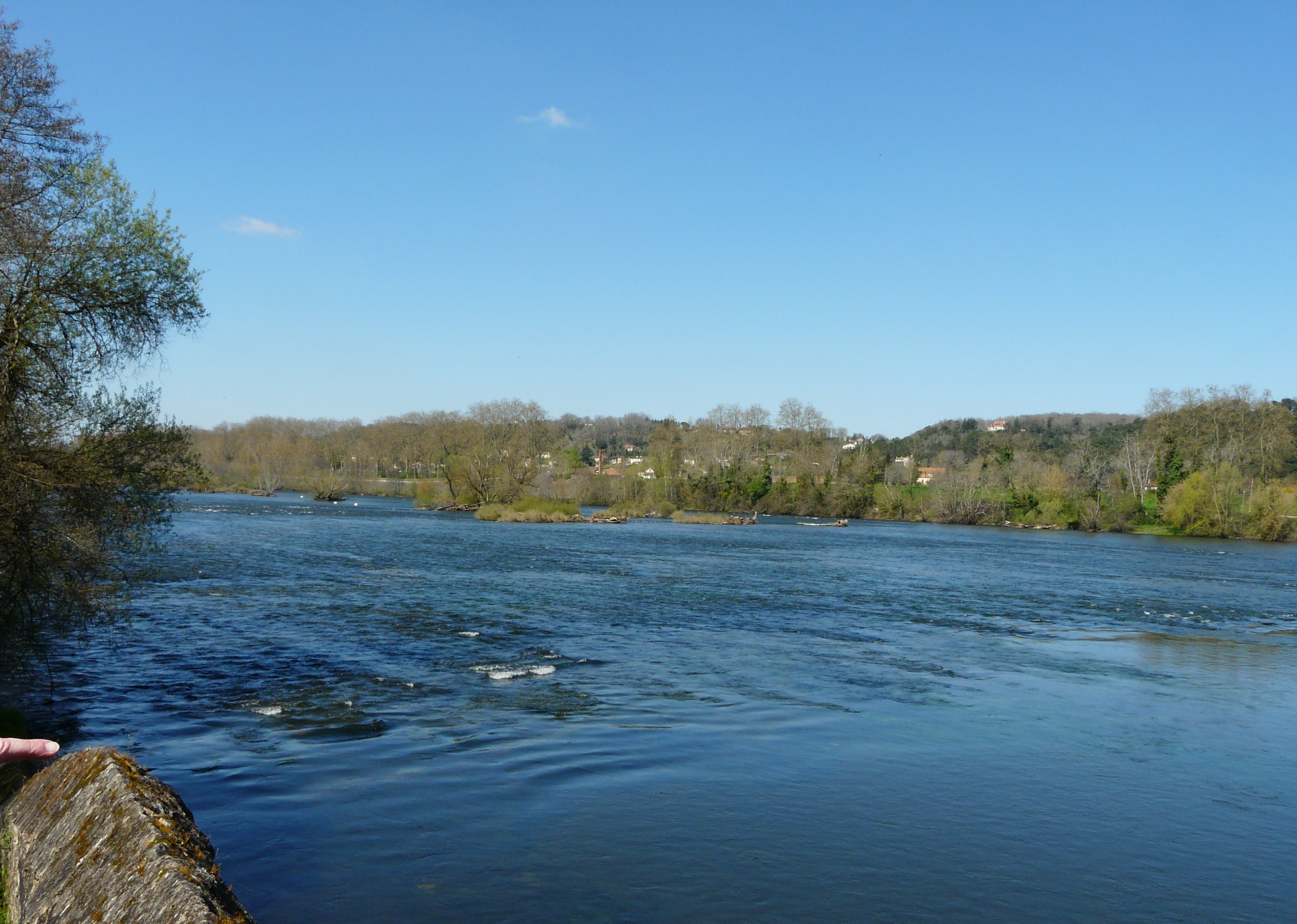
La Dordogne à Pontours, avec vue sur la commune de Lalinde en face.
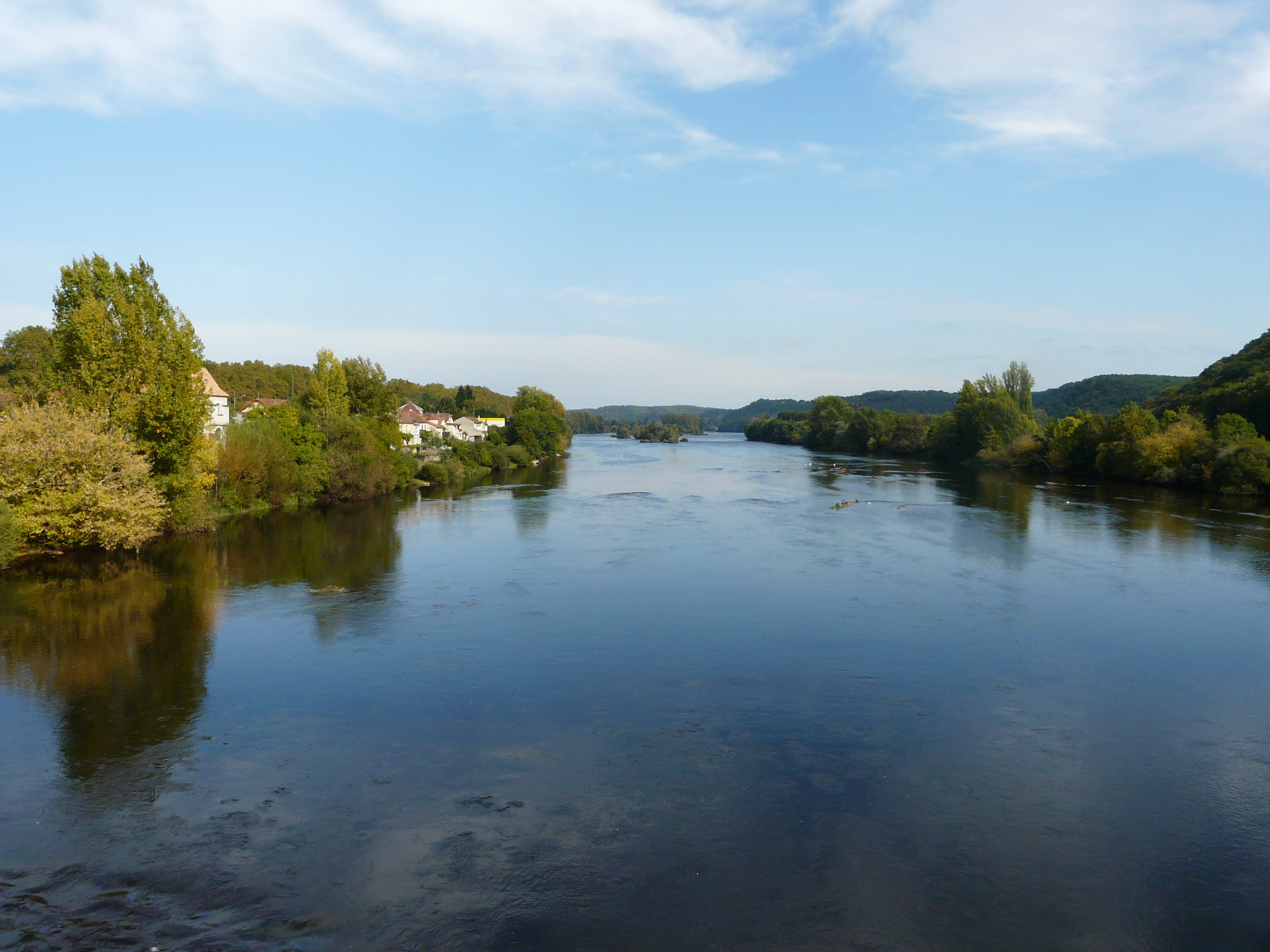
La Dordogne vue vers l'amont depuis le pont de Lalinde : Lalinde à gauche et Couze-et-Saint-Front à droite.
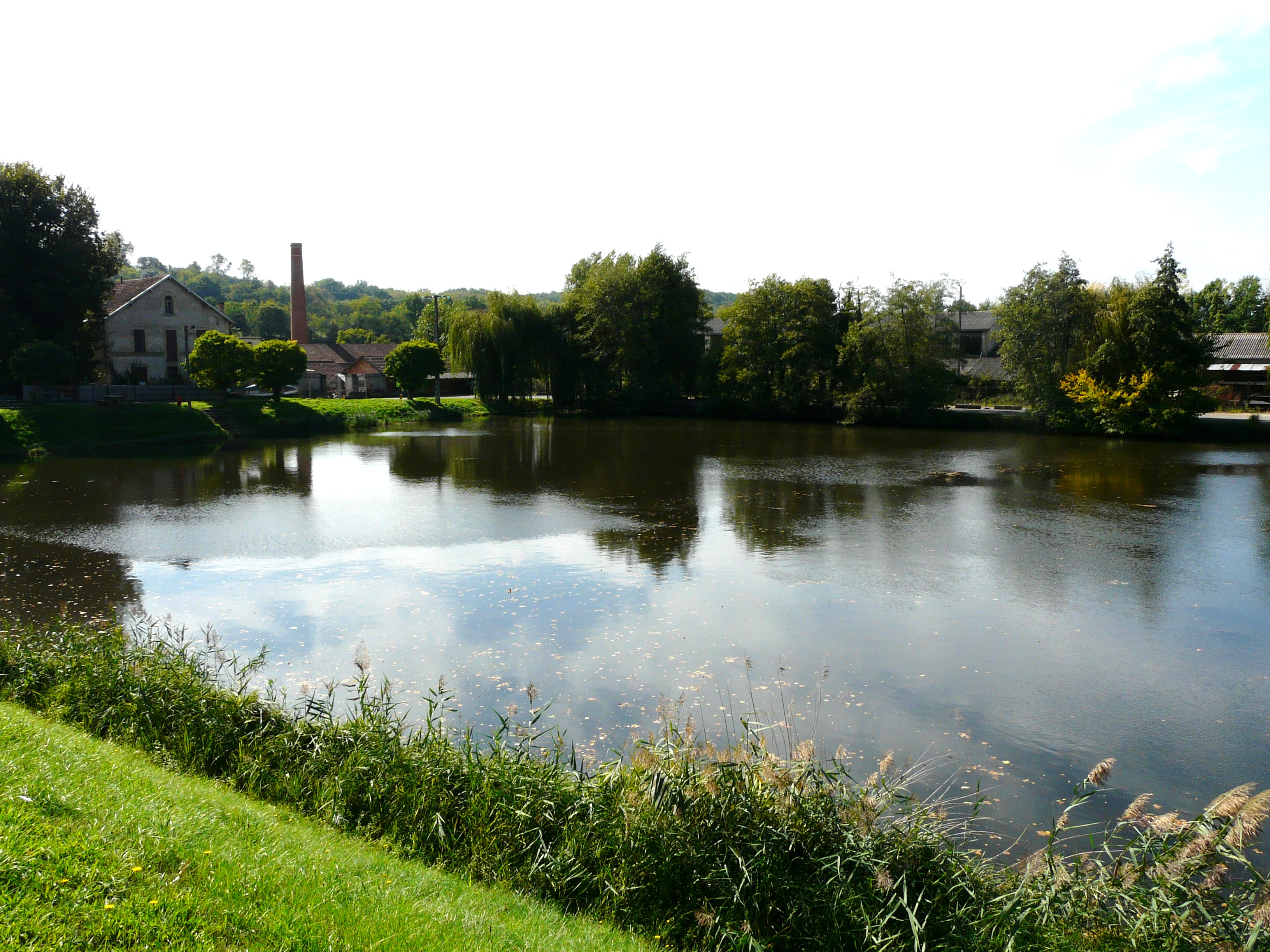
Le bassin de Port-de-Couze sur le canal de Lalinde.
Réseaux hydrographique et routier de Lalinde.

#### Gestion et qualité des eaux
Le territoire communal est couvert par le schéma d'aménagement et de gestion des eaux (SAGE) « Dordogne Atlantique ». Ce document de planification, dont le territoire correspond au sous‐bassin le plus aval du bassin versant de la Dordogne (aval de la confluence Dordogne - Vézère)., d'une superficie de 2 700 km2 est en cours d'élaboration. La structure porteuse de l'élaboration et de la mise en œuvre est l'établissement public territorial de bassin de la Dordogne (EPIDOR). Il définit sur son territoire les objectifs généraux d’utilisation, de mise en valeur et de protection quantitative et qualitative des ressources en eau superficielle et souterraine, en respect des objectifs de qualité définis dans le troisième SDAGE  du Bassin Adour-Garonne qui couvre la période 2022-2027, approuvé le 10 mars 2022.
La qualité des eaux de baignade et des cours d’eau peut être consultée sur un site dédié géré par les agences de l’eau et l’Agence française pour la biodiversité.

### Climat
Pour des articles plus généraux, voir Climat de la Nouvelle-Aquitaine et Climat de la Dordogne.
Historiquement, la commune est exposée à un climat océanique aquitain.  
En 2020, Météo-France publie une typologie des climats de la France métropolitaine dans laquelle la commune est exposée à un climat océanique altéré et est dans la région climatique  Aquitaine, Gascogne, caractérisée par une pluviométrie abondante au printemps, modérée en automne, un faible ensoleillement au printemps, un été chaud (19,5 °C), des vents faibles, des brouillards fréquents en automne et en hiver et des orages fréquents en été (15 à 20 jours).
Pour la période 1971-2000, la température annuelle moyenne est de 12,8 °C, avec  une amplitude thermique annuelle de 15,3 °C. Le cumul annuel moyen de précipitations est de 844 mm, avec 11,9 jours de précipitations en janvier et 6,9 jours en juillet. Pour la période 1991-2020, la température moyenne annuelle observée sur la station météorologique la plus proche, située sur la commune de Bergerac à 20 km à vol d'oiseau, est de 13,2 °C et le cumul annuel moyen de précipitations est de 792,9 mm,. Pour l'avenir, les paramètres climatiques de la commune estimés pour 2050 selon différents scénarios d’émission de gaz à effet de serre sont consultables sur un site dédié publié par Météo-France en novembre 2022.

### Milieux naturels et biodiversité
Notamment liées à la présence de la Dordogne, plusieurs zones naturelles du territoire communal sont protégées.

#### Natura 2000
Deux zones Natura 2000 sont délimitées sur le territoire de Lalinde.
La Dordogne est un site du réseau Natura 2000 limité aux départements de la Dordogne et de la Gironde, et qui concerne les 103 communes riveraines de la Dordogne, dont Lalinde,. Seize espèces animales et une espèce végétale inscrites à l'annexe II de la directive 92/43/CEE de l'Union européenne y ont été répertoriées.
La zone Coteaux calcaires de la vallée de la Dordogne, qui s'étend au total sur 3 686 hectares et est partagée avec vingt-quatre autres communes, fait également partie du réseau Natura 2000,. Deux espèces de chauves-souris inscrites à l'annexe II de la directive 92/43/CEE de l'Union européenne y ont été répertoriées : le Grand rhinolophe (Rhinolophus ferrumequinum) et le Petit rhinolophe (Rhinolophus hipposideros). Sur la commune, elle s'étend sur une vingtaine d'hectares en un seul site, au nord de la route départementale 703, entre les Russacs et Sauvebœuf.

#### ZNIEFF

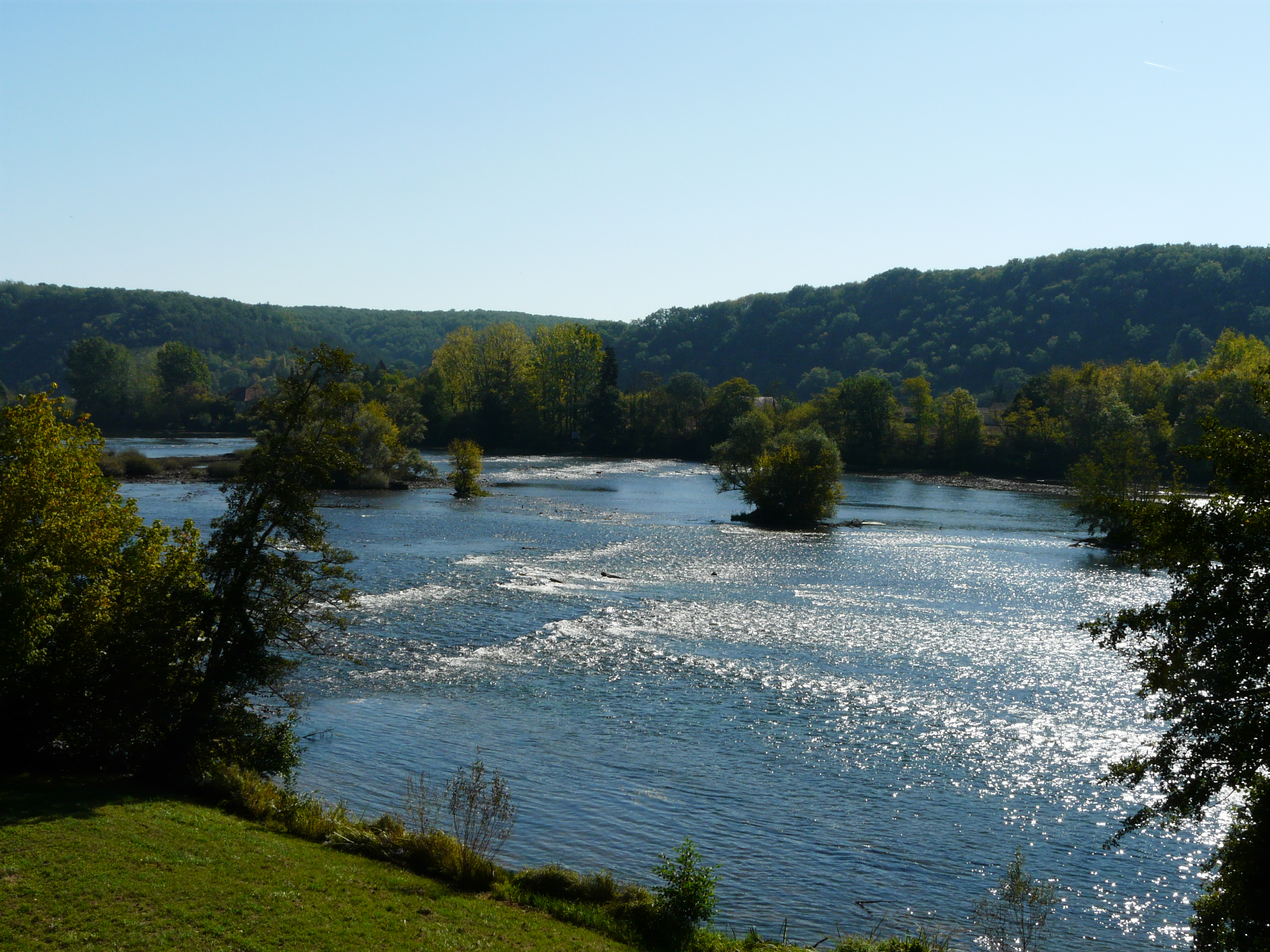
Les îlots en amont de Lalinde.

Lalinde fait partie des 102 communes concernées par la zone naturelle d'intérêt écologique, faunistique et floristique (ZNIEFF) de type II « La Dordogne »,, dans laquelle ont été répertoriées huit espèces animales déterminantes et cinquante-sept espèces végétales déterminantes, ainsi que quarante-trois autres espèces animales et trente-neuf autres espèces végétales.
La commune présente également trois ZNIEFF de type I :
- à l'est-nord-est de la bastide, au nord du lieu-dit la Plane, une plantation de chênes verts (Quercus ilex) est préservée sur 18 hectares de coteaux calcaires[40],[41].
- les îlots et rapides en aval du barrage de Mauzac jusqu'au pont de Lalinde représentent des sites privilégiés pour différentes espèces d'oiseaux aquatiques (hérons, cormorans, palmipèdes, etc.)[42],[43].
- en limite des communes de Mauzac-et-Grand-Castang et Pressignac-Vicq, une partie au nord-est du territoire communal fait partie de la Combe de Foulissart, forêt de chênes pubescents (Quercus pubescens) de 460 hectares, refuge de la grande faune et de plusieurs espèces de rapaces[44],[45].

#### Protection du biotope
Comme l'ensemble des communes du département de la Dordogne baignées par la Dordogne, Lalinde est soumis à un arrêté préfectoral de protection de biotope de 1991 destiné à favoriser la migration et le frai de plusieurs espèces de poissons.

#### Site remarquable
Au sud-est de Sainte-Colombe, le domaine autour du château les Landes, avec ses noyeraies, représente sur trente-huit hectares un site inscrit depuis 1974,.

## Urbanisme

### Typologie
Au 1er janvier 2024, Lalinde est catégorisée commune rurale à habitat dispersé, selon la nouvelle grille communale de densité à 7 niveaux définie par l'Insee en 2022.
Elle appartient à l'unité urbaine de Lalinde, une agglomération intra-départementale dont elle est ville-centre,. La commune est en outre hors attraction des villes,.

### Occupation des sols
L'occupation des sols de la commune, telle qu'elle ressort de la base de données européenne d’occupation biophysique des sols Corine Land Cover (CLC), est marquée par l'importance des territoires agricoles (47,2 % en 2018), en diminution par rapport à 1990 (49,1 %). La répartition détaillée en 2018 est la suivante : 
forêts (41,1 %), zones agricoles hétérogènes (27,5 %), prairies (10,4 %), terres arables (9,4 %), zones urbanisées (8,8 %), eaux continentales (2,9 %). L'évolution de l’occupation des sols de la commune et de ses infrastructures peut être observée sur les différentes représentations cartographiques du territoire : la carte de Cassini (XVIIIe siècle), la carte d'état-major (1820-1866) et les cartes ou photos aériennes de l'IGN pour la période actuelle (1950 à aujourd'hui).

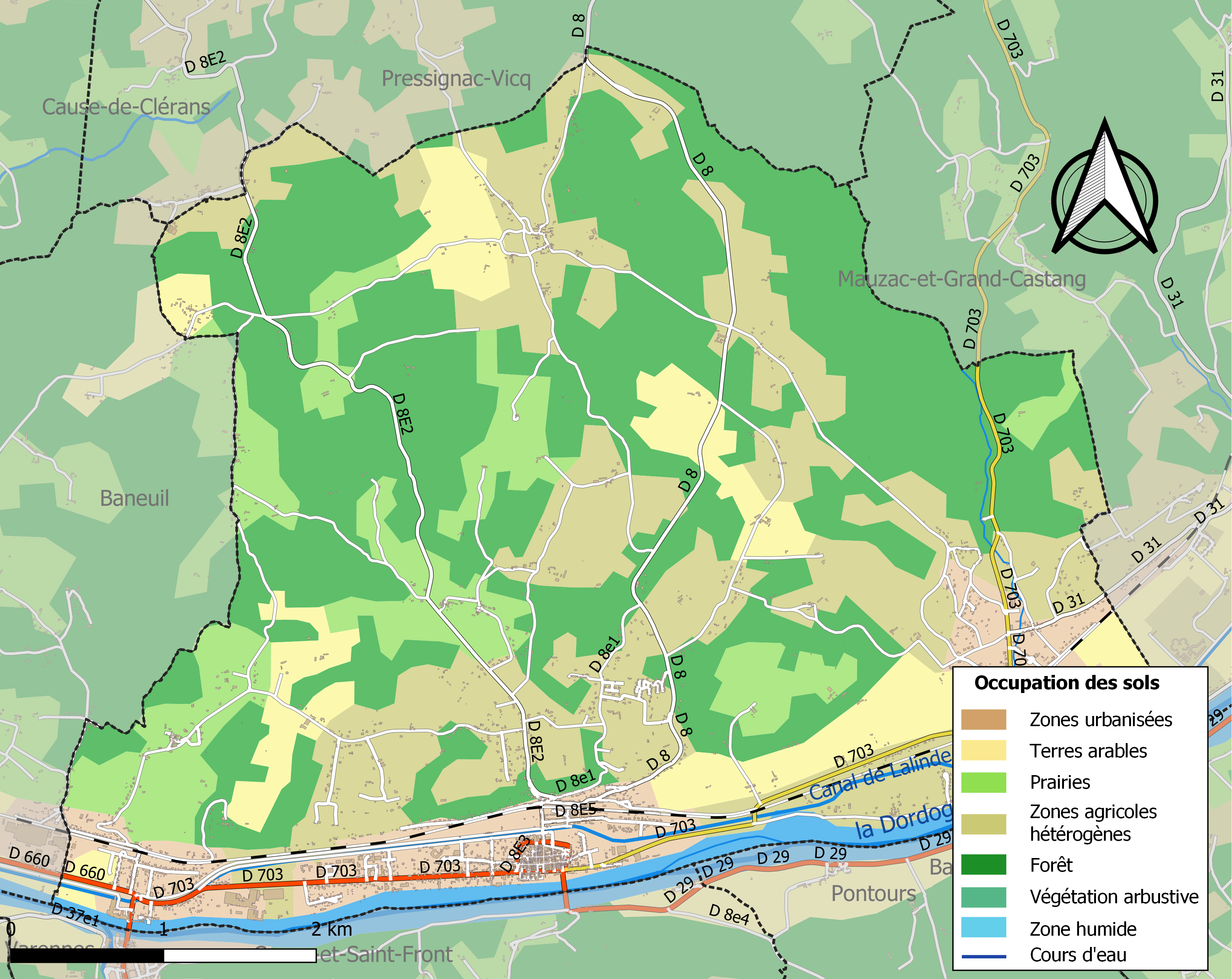
Carte des infrastructures et de l'occupation des sols de la commune en 2018 (CLC).

### Prévention des risques
Le territoire de la commune de Lalinde est vulnérable à différents aléas naturels : météorologiques (tempête, orage, neige, grand froid, canicule ou sécheresse), inondations, feux de forêts, mouvements de terrains et séisme (sismicité très faible). Il est également exposé à deux risques technologiques, et  le risque industriel et la rupture d'un barrage. Un site publié par le BRGM permet d'évaluer simplement et rapidement les risques d'un bien localisé soit par son adresse soit par le numéro de sa parcelle.

#### Risques naturels
Certaines parties du territoire communal sont susceptibles d’être affectées par le risque d’inondation par débordement de cours d'eau, notamment la Dordogne et le canal de Lalinde. La commune a été reconnue en état de catastrophe naturelle au titre des dommages causés par les inondations et coulées de boue survenues en 1982, 1993, 1994, 1996 et 1999,. Le risque inondation est pris en compte dans l'aménagement du territoire de la commune par le biais du plan de prévention des risques inondation (PPRI) de la « Dordogne Centre », couvrant 20 communes et approuvé le 23 décembre 2008, pour les crues de la Dordogne,.
Lalinde est exposée au risque de feu de forêt. L’arrêté préfectoral du 14 mars 2013 fixe les conditions de pratique des incinérations et de brûlage dans un objectif de réduire le risque de départs d’incendie. À ce titre, des périodes sont déterminées : interdiction totale du 15 février au 15 mai et du 15 juin au 15 octobre, utilisation réglementée du 16 mai au 14 juin et du 16 octobre au 14 février. En septembre 2020, un plan inter-départemental de protection des forêts contre les incendies (PidPFCI) a été adopté pour la période 2019-2029,.

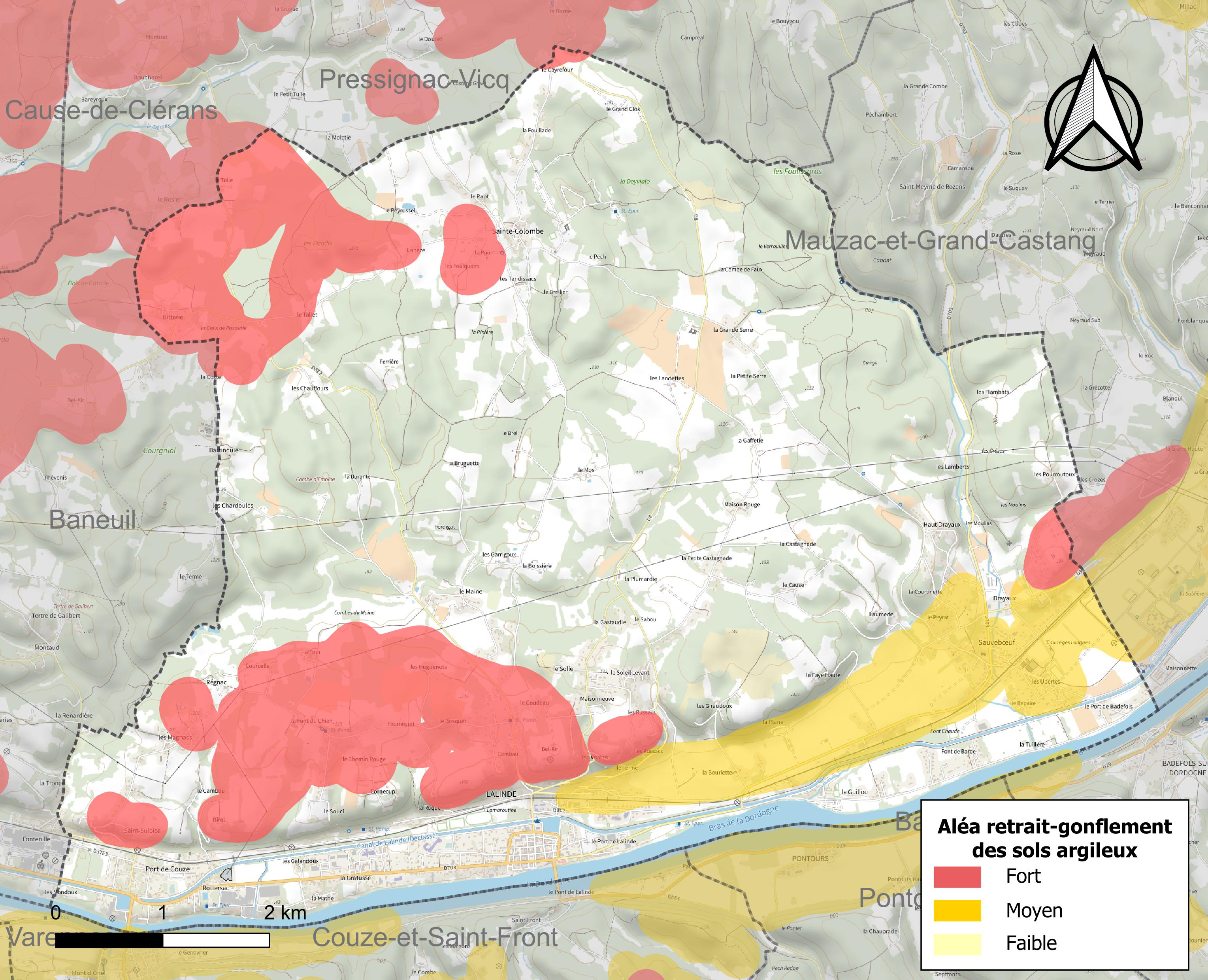
Carte des zones d'aléa retrait-gonflement des sols argileux de Lalinde.

Les mouvements de terrains susceptibles de se produire sur la commune sont des tassements différentiels. Le retrait-gonflement des sols argileux est susceptible d'engendrer des dommages importants aux bâtiments en cas d’alternance de périodes de sécheresse et de pluie. 24,6 % de la superficie communale est en aléa moyen ou fort (58,6 % au niveau départemental et 48,5 % au niveau national métropolitain). Depuis le 1er octobre 2020, en application de la loi ÉLAN, différentes contraintes s'imposent aux vendeurs, maîtres d'ouvrages ou constructeurs de biens situés dans une zone classée en aléa moyen ou fort,.
La commune a été reconnue en état de catastrophe naturelle au titre des dommages causés par la sécheresse en 1989, 1992, 1995, 2005 et 2011 et par des mouvements de terrain en 1999.

#### Risques technologiques
La commune est exposée au risque industriel du fait qu'une partie de son territoire est dans le périmètre du plan de prévention des risques technologiques (PPRT) du site Polyrey SA, une entreprise soumise à la directive européenne SEVESO, classée seuil haut
La commune est en outre située en aval du barrage de Bort-les-Orgues, un ouvrage de classe A situé dans le département de la Corrèze et faisant l'objet d'un PPI depuis 2009. À ce titre elle est susceptible d’être touchée par l’onde de submersion consécutive à la rupture de cet ouvrage.

## Toponymie
En occitan, la commune porte le nom de La Linda. Le toponyme vient probablement du latin limitem (limite, frontière), puis attraction de l’occitan linda (limpide ou jolie).

## Histoire

### Préhistoire
Le Paléolithique supérieur est représenté dans la commune par trois sites habités au Magdalénien, en rive droite (côté nord) de la vallée de la Dordogne, en aval de Lalinde : l'abri du Soucy (1,5 km du bourg), la grotte de la Roche (parfois appelée « grotte de la Roche de Birol » (2 km du bourg), et le gisement de plein air de la Gare de Couze (2,5 km du bourg).
Mobilier
Par son art mobilier et son industrie, le gisement de plein air de la Gare de Couze présente de fortes ressemblances avec la grotte de la Roche tandis que l'abri du Soucy aurait plus d'affinités avec des sites tels que le gisement de Limeuil (Dordogne), voire avec la grotte de la Mairie à Teyjat (Dordogne).
Plaquettes / dalles gravées de silhouettes féminines
En 1972, trois plaquettes (ou dalles) gravées représentant des silhouettes féminines sont connues en Dordogne, toutes trois de Lalinde : deux dalles de la grotte de la Roche, décrites par D. Peyrony (1930) ; et une de la Gare de Couze. Les autres plaques gravées similaires connues à la même date viennent de l'abri de Fontalès (Saint-Antonin-Noble-Val, Tarn-et-Garonne), de la grotte du Courbet (Penne, Tarn), de la station de Hohlestein (Bavière), de Gönnersdorf (en)…

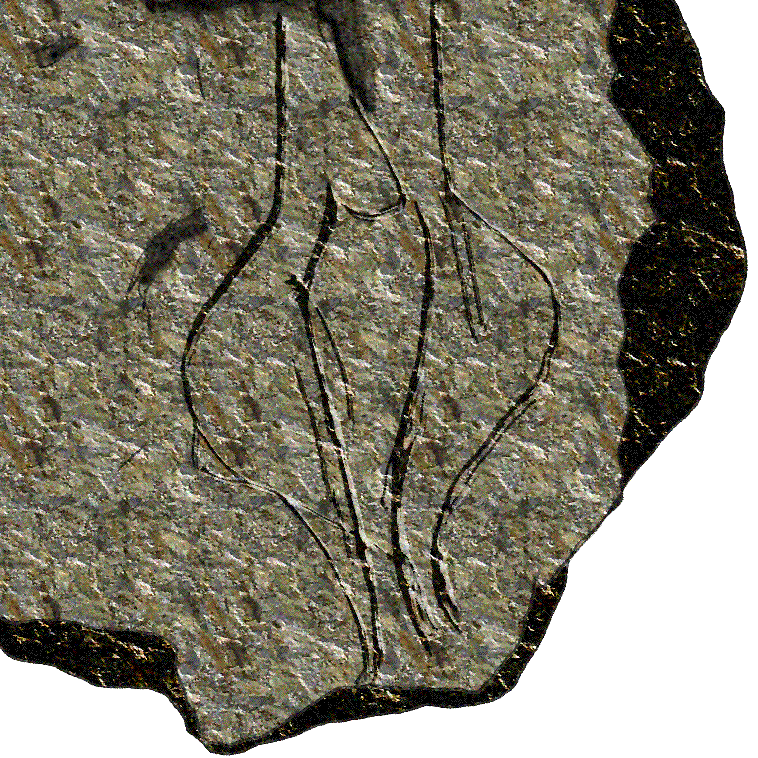
Gonnersdorf
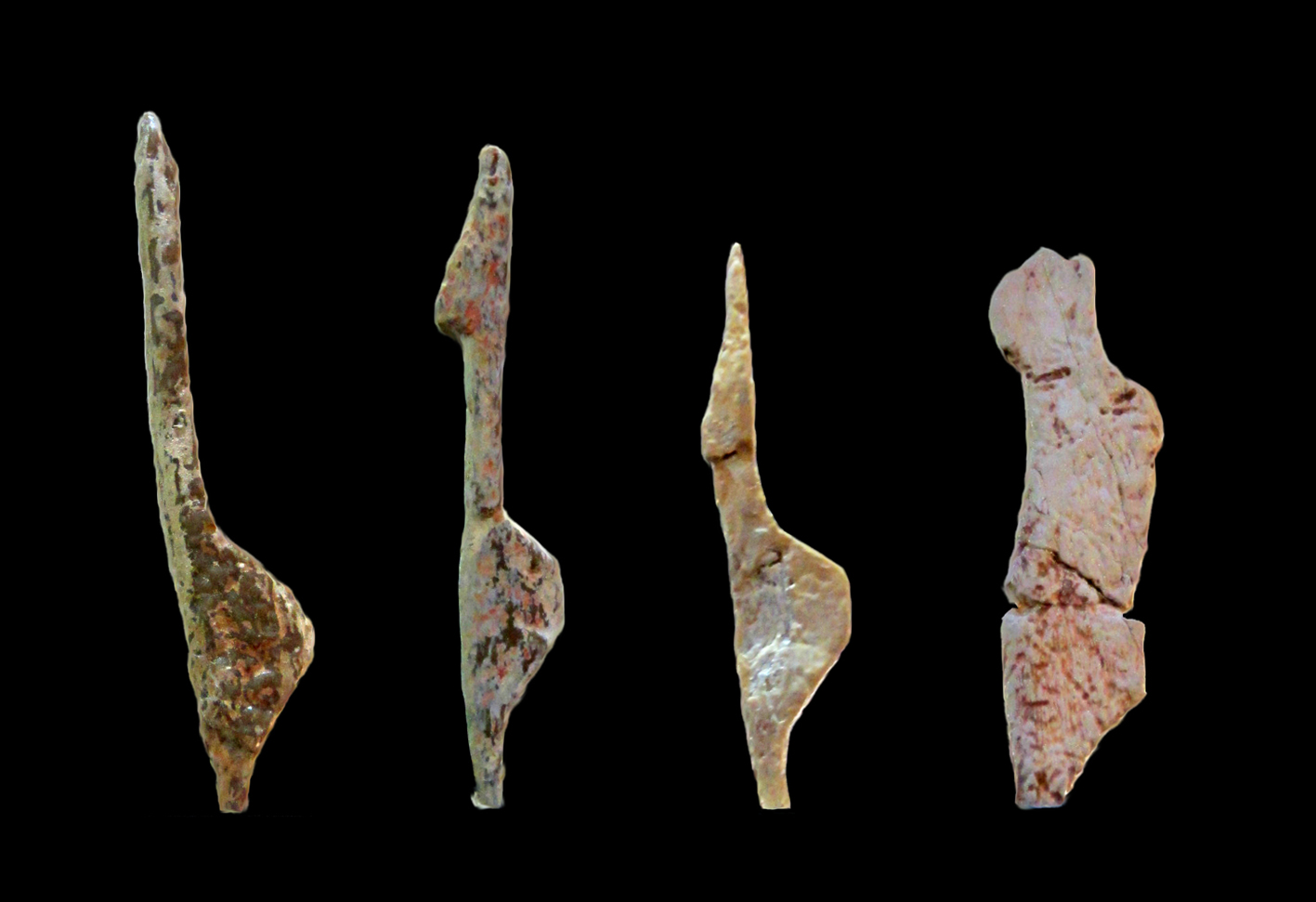
Nebra
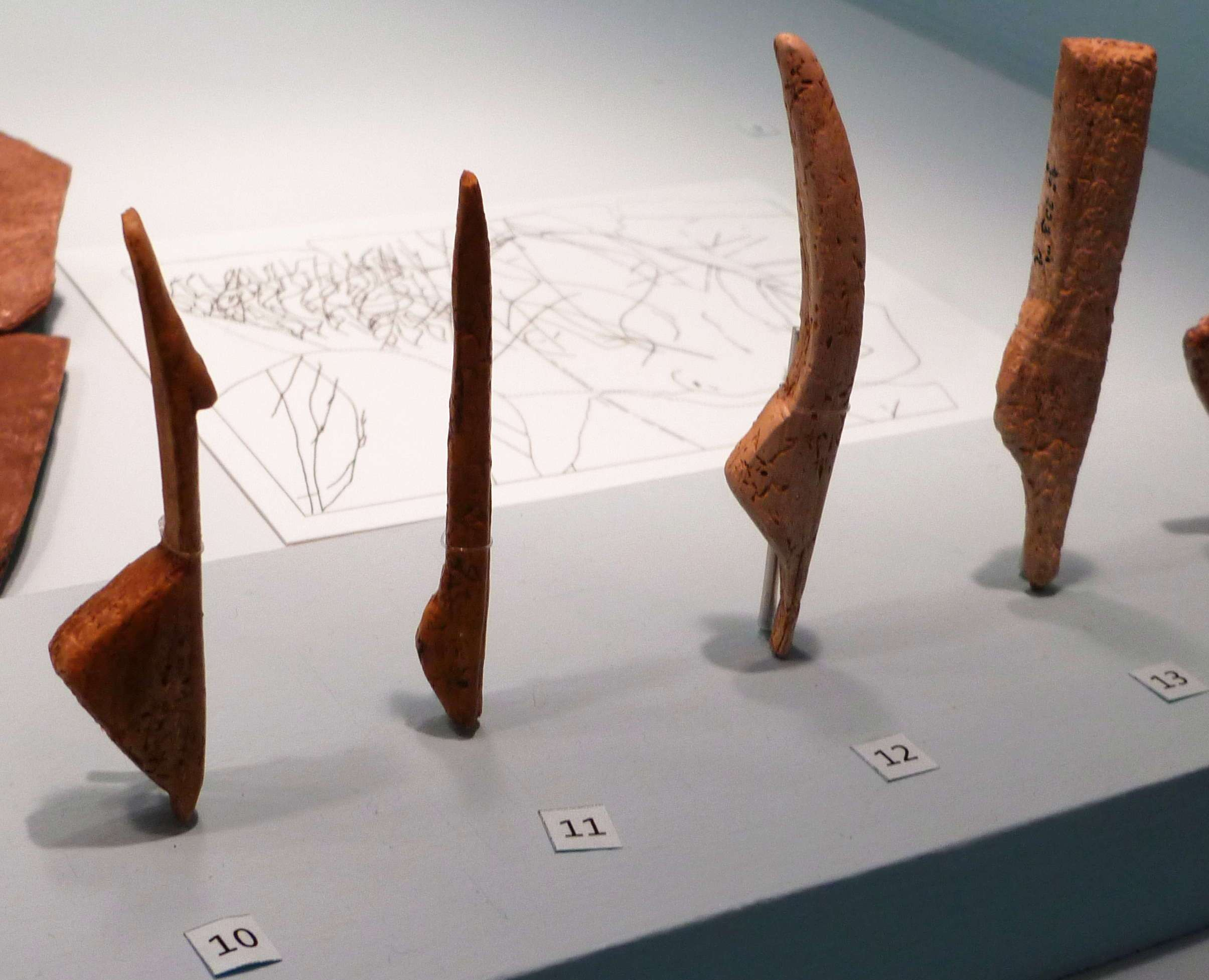
Gonnersdorf
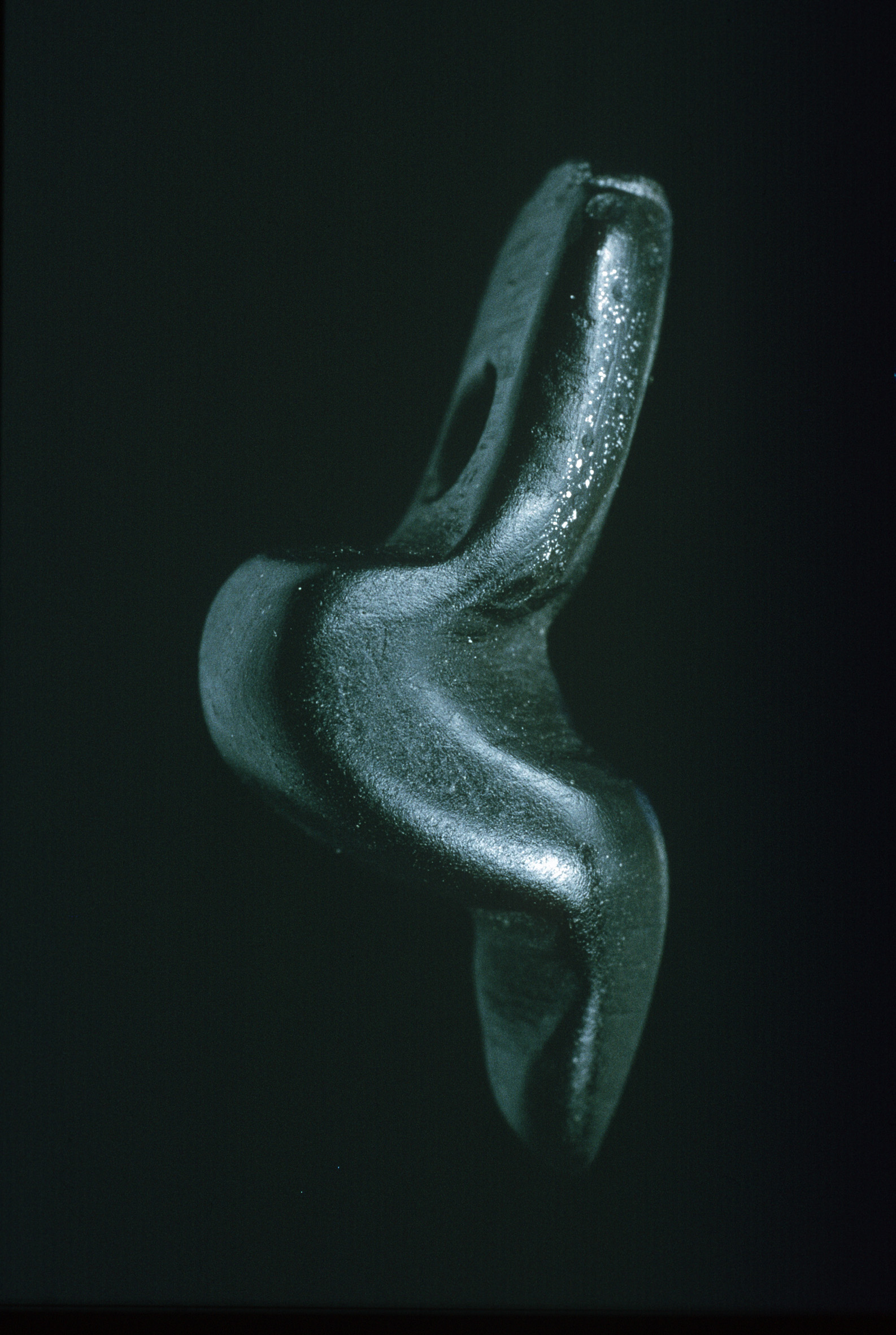
Monruz

Toutes ces représentations schématiques présentent des caractères constants :
- elles sont représentées de profil ;
- elles sont toutes sont acéphales ;
- le buste est droit ou légèrement incliné vers l'avant ;
- le sein n'est représenté d'une façon certaine que sur une (Couze) ou peut-être deux gravures (Roche de Birol) ;
- la fesse est généralement arrondie et assez volumineuse ;
- la jambe se termine souvent en pointe, sauf pour deux gravures (Couze et Fontalès) sur lesquelles le mollet semble représenté ;
- et elles appartiennent toutes à des niveaux datés du Magdalénien final, et notamment du Magdalénien VI[71].

La plus belle provient du gisement de la Gare de Couze. Découverte en 1962 par François Bordes (qui la publie en 1963), elle inclut plusieurs détails : sein, bras, pli de l'aine,.
Quant aux deux plaques de la grotte de la Roche, l'une d'elles possède cinq représentations dont une paraît être dotée d'un sein ; elle est au musée Field d'histoire naturelle de Chicago. L'autre plaque porte une dizaine de gravures (fig. 1, F) ; elle se trouve au musée de préhistoire des Eyzies.
Faune
Les vestiges de cerfs de la Gare de Couze (Magdalénien VI) proviennent d'animaux plus grands que les cerfs actuels mais plus petits que ceux de l'abri Morin (Pessac-sur-Dordogne, Gironde),.

### Antiquité
La ville de Lalinde a été identifiée comme étant l'antique station Diolindum de la table de Peutinger. Des études récentes ont encore fortifié la thèse des historiens de la Gaule qui ont placé cette mansio à Lalinde.

### Moyen-Âge
Au XIe siècle, une paroisse est créée en bordure de la rivière Dordogne, qui porte le nom de Linda. En 1242, apparaît pour la première fois dans les textes un seigneur du lieu, Geoffroy de La Lynde. Quelques années plus tard, en 1267, une bastide est construite par le roi d'Angleterre. C'est un chevalier anglais dont les ancêtres avaient émigré en Angleterre à l'époque de Guillaume le Conquérant, qui a la charge de la construction de cette ville. Il porte le nom de Jean de La Lynde. Cette homonymie a fait croire pendant longtemps que ce personnage avait laissé son nom à la ville.

### Temps modernes
Vers 1596, le roi Henri IV nomme Arnaud de Baudet, fils de Guy de Baudet et époux de Judith de Larmandie, gouverneur de la ville royale de Lalinde et vend son droit de justice et domaine de la ville à Jacques Nompar de Caumont.
Depuis des recherches effectuées aux archives anglaises en 1990 par un auteur local, nous savons que la famille de La Lynde n'a jamais vécu sur le sol périgourdin. Cette famille apparaît dans le comté de Dorset depuis le XIe siècle, où elle possédait d'énormes domaines.
En 1794, les communes de Drayaux et Sainte-Colombe fusionnent avec Lalinde.

### Époque contemporaine

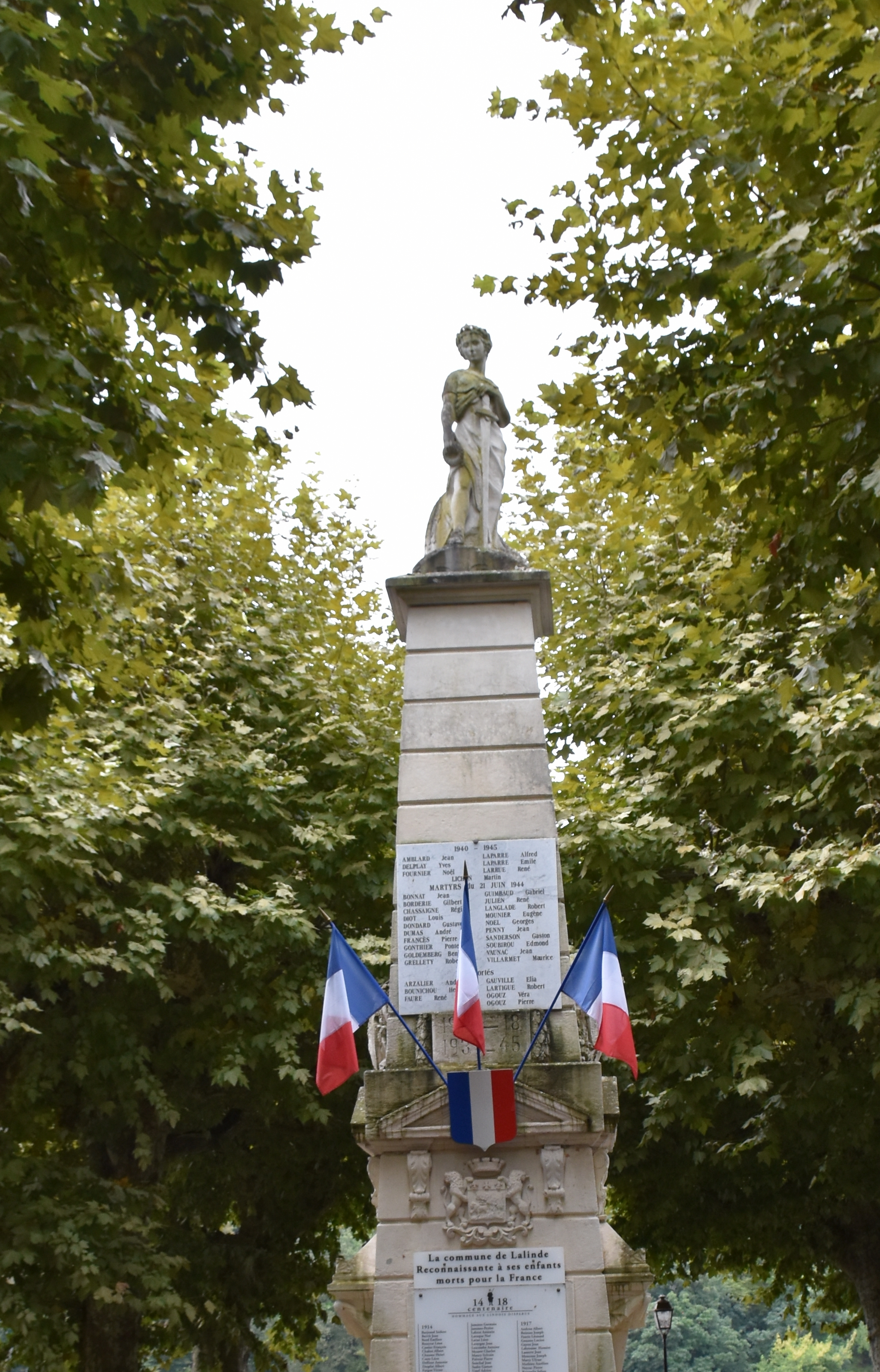
Le monument aux morts.

La commune a été décorée de la croix de guerre 1939-1945 le 11 novembre 1948, distinction également attribuée à dix-huit autres communes de la Dordogne.
Extension de la prison de Mauzac, le camp Nord se situait sur la commune voisine de Lalinde, à Sauvebœuf, à l'angle des actuelles routes départementales 31 et 703. Prison militaire lors de la Seconde Guerre mondiale, puis prison lors de l'épuration, le camp a ensuite servi d'internement aux relégués (les anciens bagnards) et lors de la guerre d'Algérie, à partir de janvier 1961, aux prisonniers politiques du Mouvement national algérien (MNA). Dans la nuit du 5 au 6 novembre de la même année, 
trente-neuf d'entre eux réussissent à s'échapper par un tunnel long d'une vingtaine de mètres qu'ils avaient creusé. Ils sont rapidement tous repris, le dernier en gare de Limoges le 10 novembre. Les accords d'Évian mettent fin à la guerre d'Algérie le 18 mars 1962 et les détenus politiques sont alors libérés. Après cette date, les objecteurs de conscience y ont été internés et ultérieurement le camp a été presque entièrement rasé pour laisser la place à des bâtiments d'entreprises et à une déchèterie.
Le 11 juillet 1964, lors de la 19e étape qui relie Bordeaux à Brive-la-Gaillarde, de nombreux spectateurs qui attendent le passage du Tour de France à Port-de-Couze sont percutés par un camion-citerne sur le pont qui enjambe le canal de Lalinde. Emportés par le véhicule, une quarantaine d'entre eux tombent dans l'eau. L'accident fait neuf morts dont trois enfants, et treize blessés.

## Politique et administration

### Rattachements administratifs et électoraux
Dès 1790, la commune de Lalinde (appelée la Linde à l'époque) est le chef-lieu du canton de Lalinde qui dépend du district de Bergerac jusqu'en 1795, date de suppression des districts. En 1801, le canton est rattaché à l'arrondissement de Bergerac.
Dans le cadre de la réforme de 2014 définie par le décret du 21 février 2014, et supprimant la moitié des cantons du département, la commune reste attachée au même canton qui devient plus étendu lors des élections départementales de mars 2015. La commune en est le bureau centralisateur.

### Intercommunalité
Fin 2002, Lalinde intègre dès sa création la communauté de communes du Bassin Lindois dont elle est le siège. Celle-ci est dissoute au 31 décembre 2012 et remplacée au 1er janvier 2013 par la communauté de communes des Bastides Dordogne-Périgord dont elle est également le siège.

### Administration municipale
La population de la commune étant comprise entre 2 500 et 3 499 habitants au recensement de 2017, vingt-trois conseillers municipaux ont été élus en 2020,.

### Liste des maires

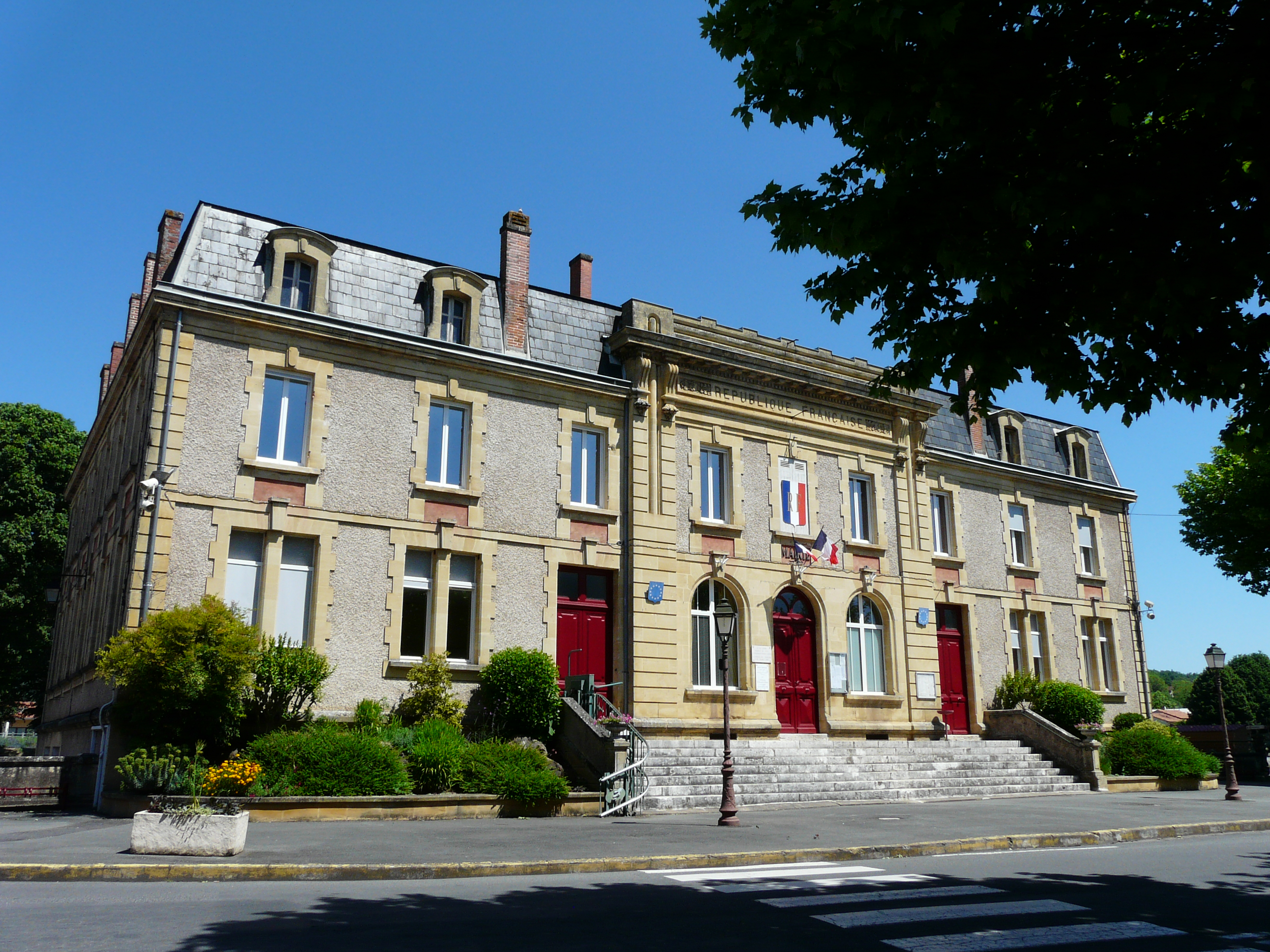
La mairie.

| Période                                  | Période   | Identité           | Étiquette  | Qualité |
| ---------------------------------------- | --------- | ------------------ | ---------- | --- |
| Les données manquantes sont à compléter. |           |                    |            | |
|                                          |           |                    |            | |
| 1947                                     | 1953      | André Heynard      | PCF        | Conseiller général du canton de Lalinde (1945-1949)                                                             |
| 1953                                     | 1976      | Marcel Ventenat    | RGR        | Conseiller général du canton de Lalinde (1949-1976)                                                             |
| 1976                                     | 1977      | Albert Laparre     | SE         | Premier adjoint du maire décédé                                                                                 |
| 1977                                     | mars 2001 | Bernard Gouzot     | PS         | Médecin généraliste                                                                                             |
| mars 2001                                | mars 2014 | Pierre-Alain Péris | SE puis PS | Greffier-comptable de la fonction publique d'État Président de la CC des Bastides Dordogne-Périgord (2013-2014) |
| mars 2014                                | mai 2020  | Christian Bourrier | DVG        | |
| mai 2020                                 | juin 2021 | Jérôme Boullet     |            | |
| juin 2021                                | En cours  | Esther Fargues     |            | |

### Jumelages
- Lalín (Espagne)
- Linden (Allemagne)

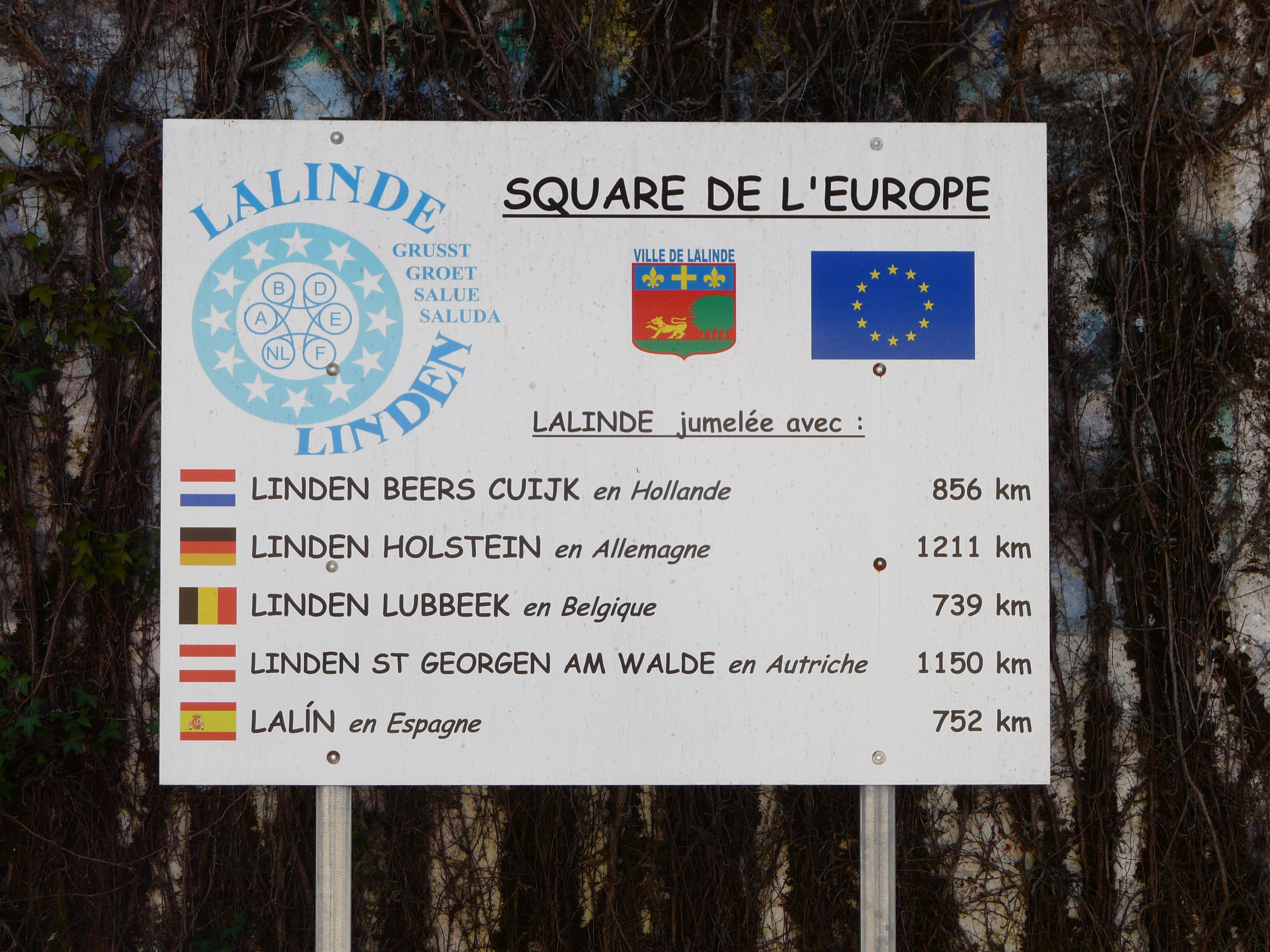
Panneau des jumelages.

- Linden Sankt Georgen am Walde (Autriche) depuis 1974
- Linden (Belgique)
- Linden (Pays-Bas)

## Équipements et services publics

### Justice
Dans le domaine judiciaire, Lalinde relève : 
- du tribunal judiciaire, du tribunal pour enfants, du conseil de prud'hommes et du tribunal de commerce de Bergerac ;
- du pôle Nationalité du tribunal judiciaire de Périgueux (compétent uniquement dans le domaine de la nationalité) ;
- de la cour d'appel, du tribunal administratif et de la  cour administrative d'appel de Bordeaux.

## Population et société

### Démographie

#### La commune de Lalinde
L'évolution du nombre d'habitants est connue à travers les recensements de la population effectués dans la commune depuis 1793. Pour les communes de moins de 10 000 habitants, une enquête de recensement portant sur toute la population est réalisée tous les cinq ans, les populations de référence des années intermédiaires étant quant à elles estimées par interpolation ou extrapolation. Pour la commune, le premier recensement exhaustif entrant dans le cadre du nouveau dispositif a été réalisé en 2006.

En 2022, la commune comptait 2 936 habitants, en évolution de +4,89 % par rapport à 2016 (Dordogne : +0,37 %, France hors Mayotte : +2,11 %).
| 1793  | 1800  | 1806  | 1821  | 1831  | 1836  | 1841  | 1846  | 1851  |
| ----- | ----- | ----- | ----- | ----- | ----- | ----- | ----- | ----- |
| 1 593 | 1 606 | 1 805 | 1 818 | 1 882 | 1 923 | 1 941 | 2 104 | 2 056 |

| 1856  | 1861  | 1866  | 1872  | 1876  | 1881  | 1886  | 1891  | 1896  |
| ----- | ----- | ----- | ----- | ----- | ----- | ----- | ----- | ----- |
| 2 138 | 2 291 | 2 067 | 2 066 | 2 203 | 2 211 | 2 255 | 2 207 | 2 151 |

| 1901  | 1906  | 1911  | 1921  | 1926  | 1931  | 1936  | 1946  | 1954  |
| ----- | ----- | ----- | ----- | ----- | ----- | ----- | ----- | ----- |
| 2 096 | 2 134 | 2 145 | 2 065 | 2 008 | 2 005 | 2 173 | 3 016 | 2 618 |

| 1962  | 1968  | 1975  | 1982  | 1990  | 1999  | 2006  | 2011  | 2016  |
| ----- | ----- | ----- | ----- | ----- | ----- | ----- | ----- | ----- |
| 3 150 | 3 291 | 3 070 | 2 949 | 3 029 | 2 966 | 2 938 | 2 953 | 2 799 |

| 2021  | 2022  | - | - | - | - | - | - | - |
| ----- | ----- | - | - | - | - | - | - | - |
| 2 881 | 2 936 | - | - | - | - | - | - | - |

#### L'agglomération et l'aire urbaine
L'unité urbaine de Lalinde de Lalinde (l'agglomération) regroupe cinq communes : Bayac, Couze-et-Saint-Front, Lalinde, Lanquais, Varennes, soit 4 824 habitants en 2017.
L'aire urbaine s'étend sur les mêmes communes.

### Manifestations culturelles et festivités
Chaque année, au 1er mai, marché aux fleurs (28e édition en 2024).
À l'automne, sur un week-end, festival littéraire « Lire en bastides » (8e édition en 2024).

### Sports
- Union sportive lindoise rugby en Rugby à XV.
- Courses de fond et d'ultrafond : trois épreuves simultanées début mai ; 5e édition en 2022 avec le Périgord Grand Trail de Lalinde (86 km pour 2 600 mètres de dénivelé), le Trail des bastides (46 km pour 1 400 mètres de dénivelé) et La Légende (15 km pour 360 mètres de dénivelé), cumulant la présence de 750 à 800 coureurs, y compris venant d'Angleterre ou de Belgique[105].
- Foulées lindoises en septembre : courses de trail et randonnée (13e édition en 2024)[106].

## Économie

### Emploi
L'emploi est analysé ci-dessous selon qu'il affecte les habitants de Lalinde ou qu'il est proposé sur le territoire de la commune.

#### L'emploi des habitants
En 2018, parmi la population communale comprise entre 15 et 64 ans, les actifs représentent 968 personnes, soit 34,8 % de la population municipale. Le nombre de chômeurs (180) a fortement augmenté par rapport à 2013 (141) et le taux de chômage de cette population active s'établit à 18,6 %.

#### L'emploi sur la commune
En 2018, la commune offre 1 329 emplois pour une population de 2 781 habitants. Le secteur tertiaire prédomine avec 40,1 % des emplois mais le secteur administratif (administration publique, enseignement, santé, action sociale) est également très présent avec 33,9 %.
Répartition des emplois par domaines d'activité
|                     | Agriculture, sylviculture ou pêche | Industrie | Construction | Commerce, transports et services | Administration publique, enseignement, santé, action sociale |
| ------------------- | ---------------------------------- | --------- | ------------ | -------------------------------- | ------------------------------------------------------------ |
| Nombre d'emplois    | 20                                 | 273       | 51           | 533                              | 451                                                          |
| Pourcentage         | 1,5 %                              | 20,6 %    | 3,9 %        | 40,1 %                           | 33,9 %                                                       |
| Source des données. |                                    |           |              |                                  |                                                              |

### Établissements
Fin 2018, la commune compte 143 établissements actifs employeurs, dont 92 au niveau des commerces, transports ou services, vingt-trois relatifs au secteur administratif, à l'enseignement, à la santé ou à l'action sociale, quatorze dans la construction, neuf dans l'industrie, et cinq dans l'agriculture, la sylviculture ou la pêche.

### Entreprises
Implantée depuis deux siècles à Lalinde, l'usine Rottersac fabriquait des papiers. Elle a été intégrée à l'intérieur de la société Ahlstrom-Munksjö à la fin des années 1980. En 2025, cette dernière emploie 200 personnes, fonctionne 24 heures sur 24 et produit de nombreuses variétés de papiers (notamment emballages et enveloppes) destinées au marché français et à l'exportation.

## Culture locale et patrimoine

### Lieux et monuments

#### Patrimoine civil
- De la bastide, il ne reste plus que quelques fragments de l'ancien rempart, côté Dordogne, et la porte dite de Bergerac, faussement appelée porte Romaine, qui date du XIIe siècle, inscrite aux monuments historiques en 1946[112].
- La place centrale à vocation commerciale avait une halle du XVe siècle[113] qui est remplacée par l'actuelle datant de 1865. Au coin de cette place est érigée une grande croix de pierre portant la date 1351, en souvenir du premier jubilé proclamé par le pape Clément VI pour être renouvelé tous les demi-siècles, et qui attira à Rome plus d'un million de pèlerins en 1350[114].
- La ville possède depuis le XIIIe siècle un château dans son enceinte, le château de Lalinde (ou château de la Bastide), en bord de Dordogne. Totalement refait à neuf au début du XIXe siècle, il a été un temps aménagé en restaurant[115]. C'est en 2010 une demeure privée.
- Le château de la Finou, ou château de Laffinoux, XVe au XVIIIe siècle, à Sainte-Colombe, inscrit au titre des monuments historiques en 1948[116], appartenait au XIXe siècle au tragédien Hilarion Ballande.
- Le château de la Rue, XIIIe au XVIe siècle, à Drayaux, inscrit en 1948[117]. Sa tour du XVIe siècle est construite sur une motte féodale artificielle.
- À Sauvebœuf, autre village de Lalinde, le château de Sauvebœuf date des XIVe et XVIe siècles.
- Le château les Landes, XVIIe et XVIIIe siècles, à Sainte-Colombe.
- Le canal de Lalinde qui traverse la commune d'est en ouest en longeant la Dordogne présente deux sites inscrits au titre des monuments historiques en 1996. D'une part, au niveau de la Tuilière, l'aqueduc et le pont-déversoir[118], et de l'autre, l'ensemble formé au nord-est de la ville par l'écluse, le bassin de chargement et sa cale de radoub[119].
- Édifié en 1841 et d'une longueur de 115 mètres, le pont de Couze franchit la Dordogne en reliant Couze-et-Saint-Front à Port de Couze (commune de Lalinde)[120].

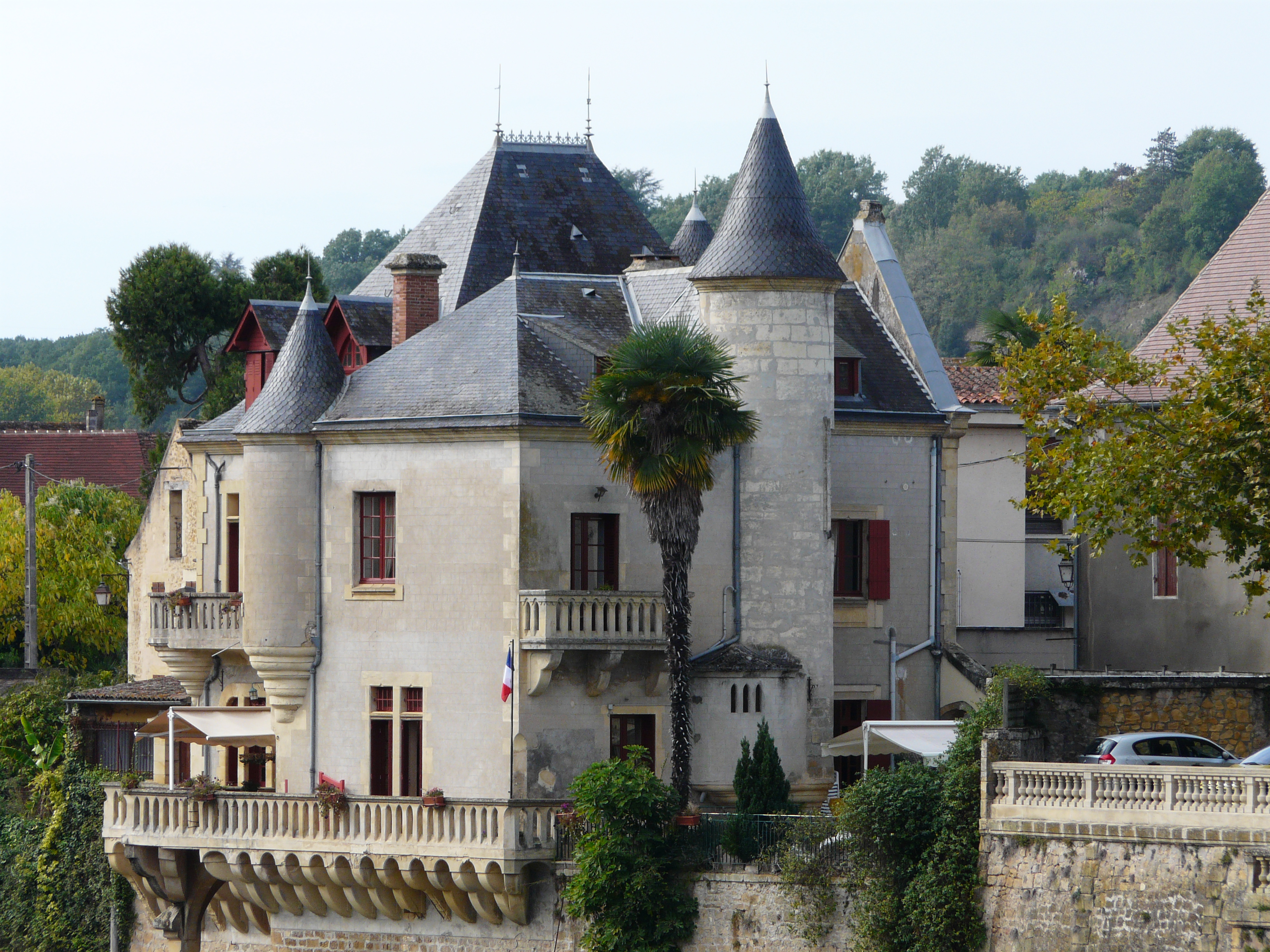
Le château de Lalinde.
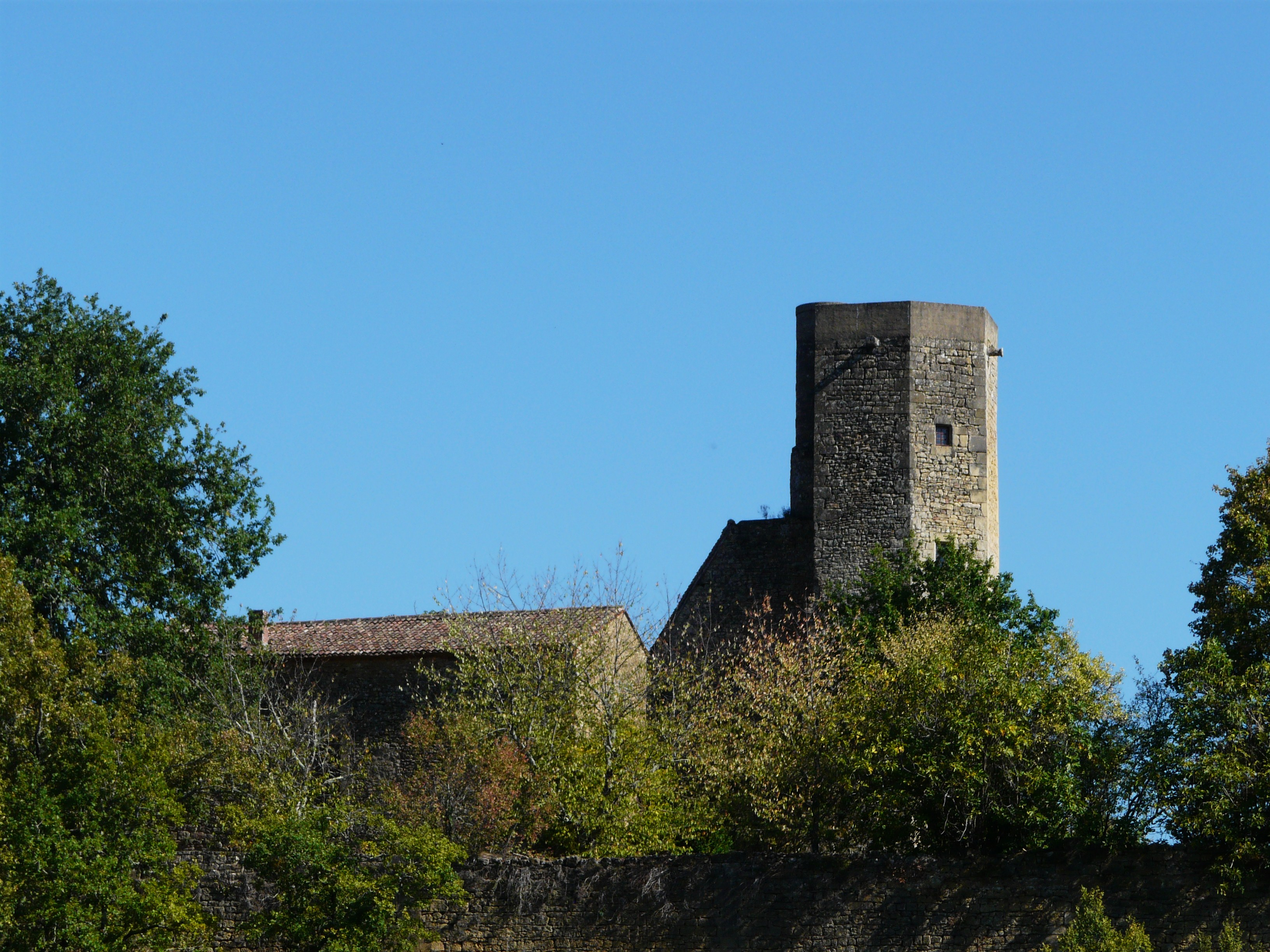
La tour du château de la Rue.
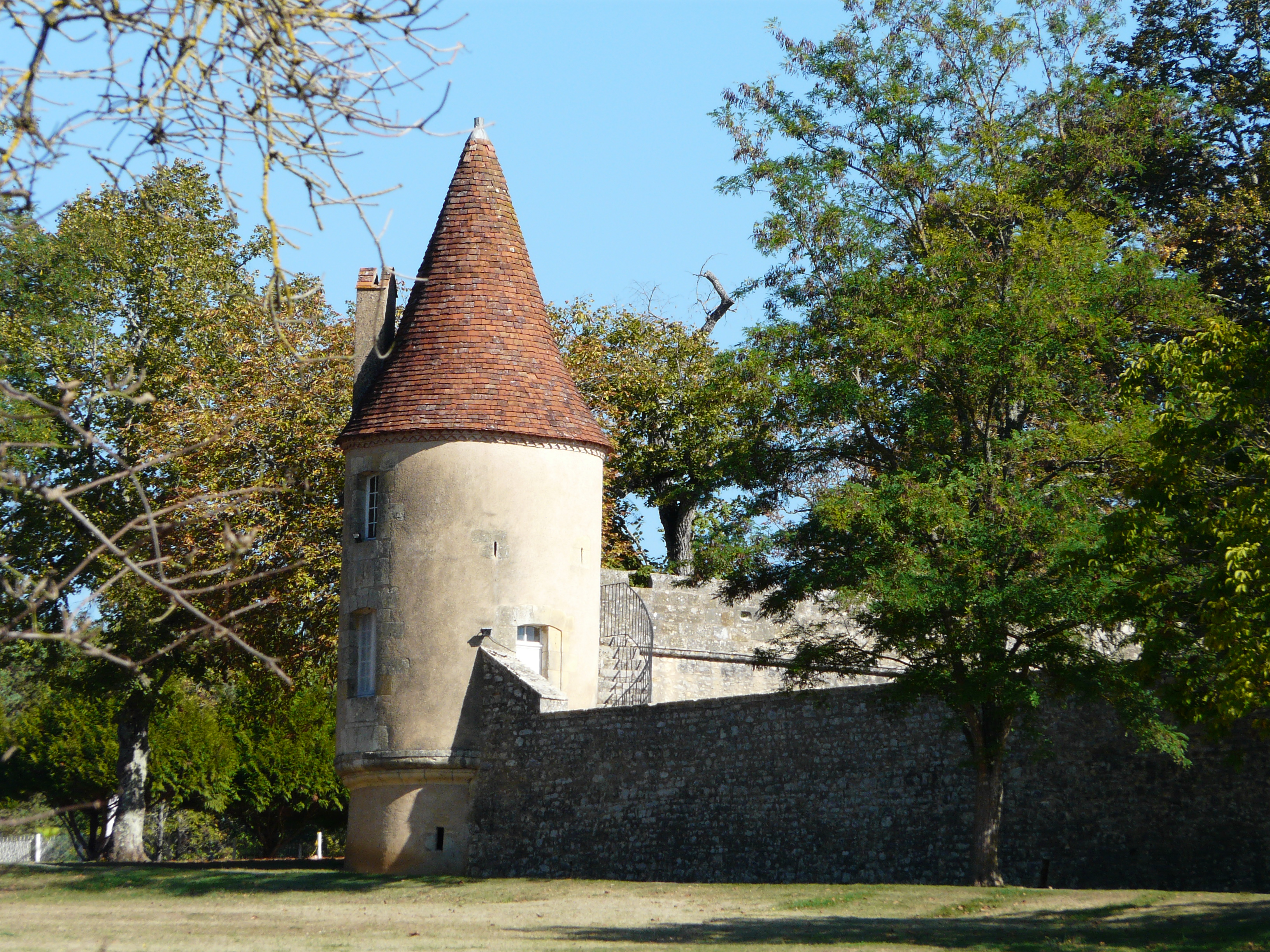
La tour ouest du château de la Finou.
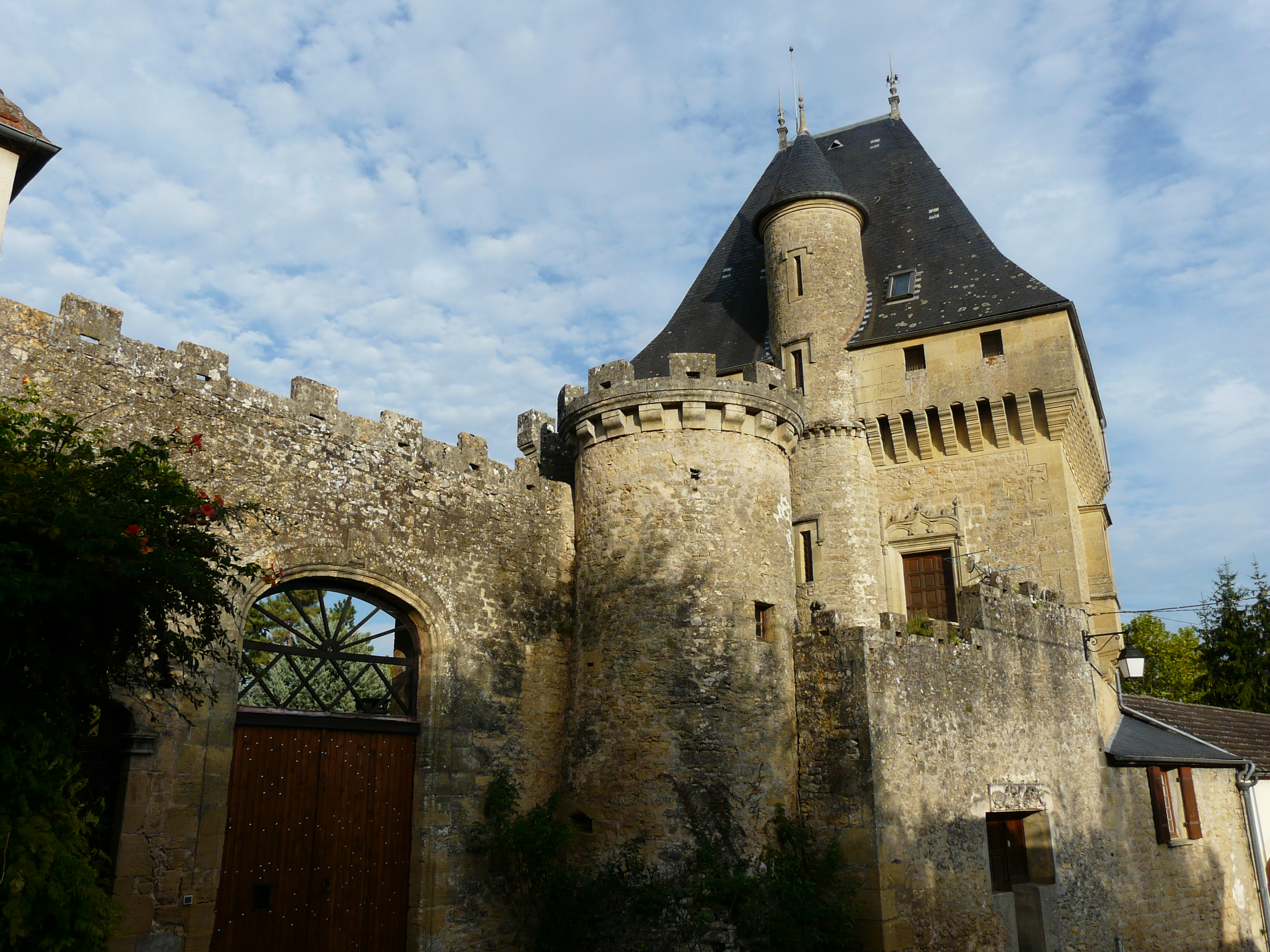
La tour sud du château de Sauvebœuf.
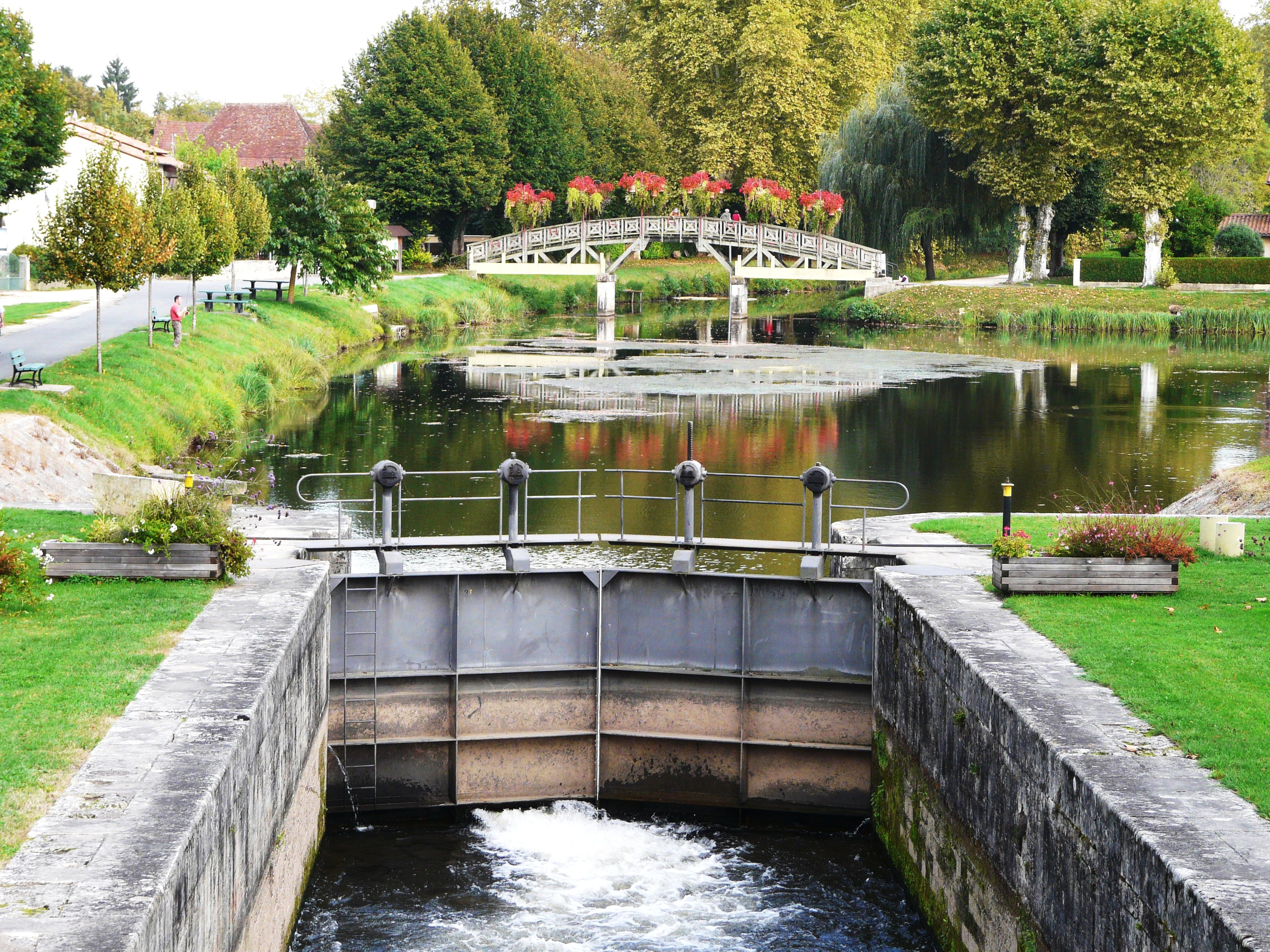
L'écluse de Lalinde.

#### Patrimoine religieux
- L'église Saint-Pierre-ès-Liens actuelle, bâtie entre 1899 et 1902, a remplacé l'église Saint-Pierre du Pin, chapelle romane (chapelle privée du XIIe siècle, puis chapelle de la bastide au XIIIe siècle) rasée en 1897. L'église actuelle de style néo-roman, d'élévation tripartite, s'ouvre par un clocher-porche à flèche de pierre[121].
- La plus vieille église de la commune, l'église Sainte-Colombe se situe à Sainte-Colombe, ancienne commune rattachée à Lalinde à la Révolution. Elle date du XIIe siècle, et sa coupole est la copie conforme de celle que possédait l'ancienne église de Lalinde. Inscrite en 1988, elle est entièrement classée au titre des monuments historiques depuis 2002[122].
- À Drayaux, autre ancienne commune rattachée à Lalinde se trouve une modeste église Saint-Étienne (ou de l'Invention de Saint-Étienne[123].) du XIXe siècle.
- À Saint-Sulpice, sur le coteau au nord de Port de Couze, chapelle Sainte-Anne[124].

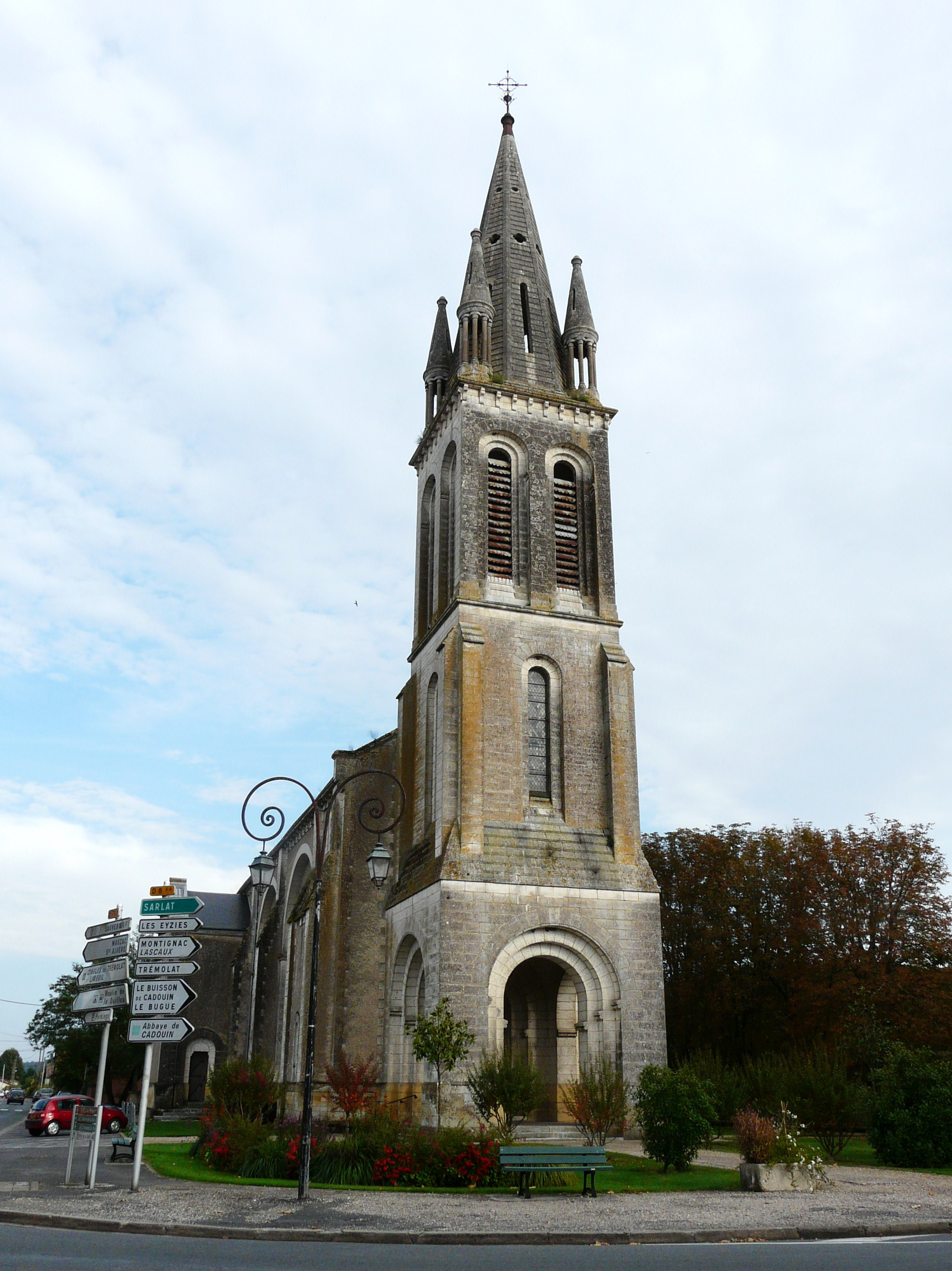
Le clocher de l'église Saint-Pierre-ès-Liens.
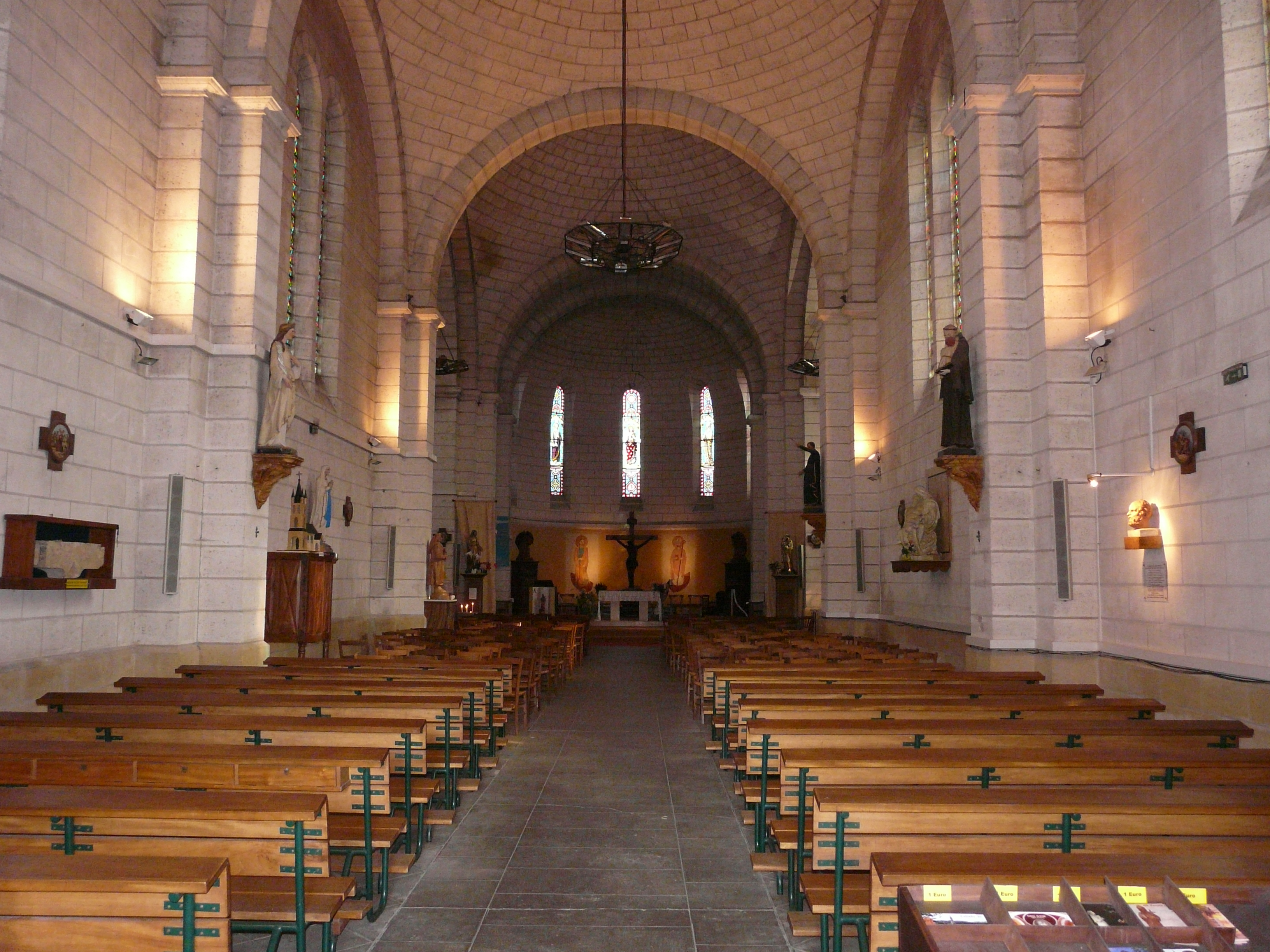
Sa nef.
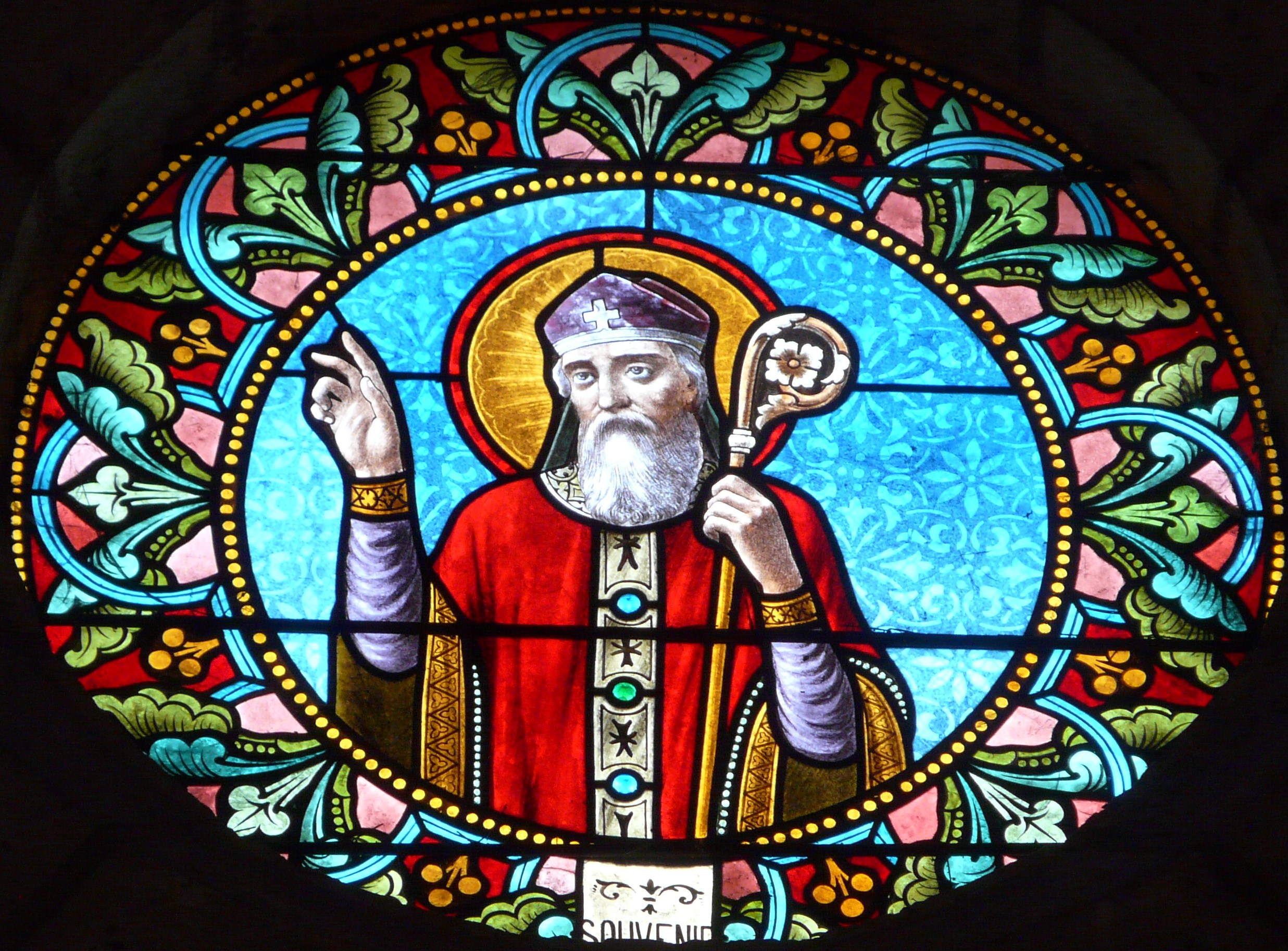
Rosace représentant saint Front.
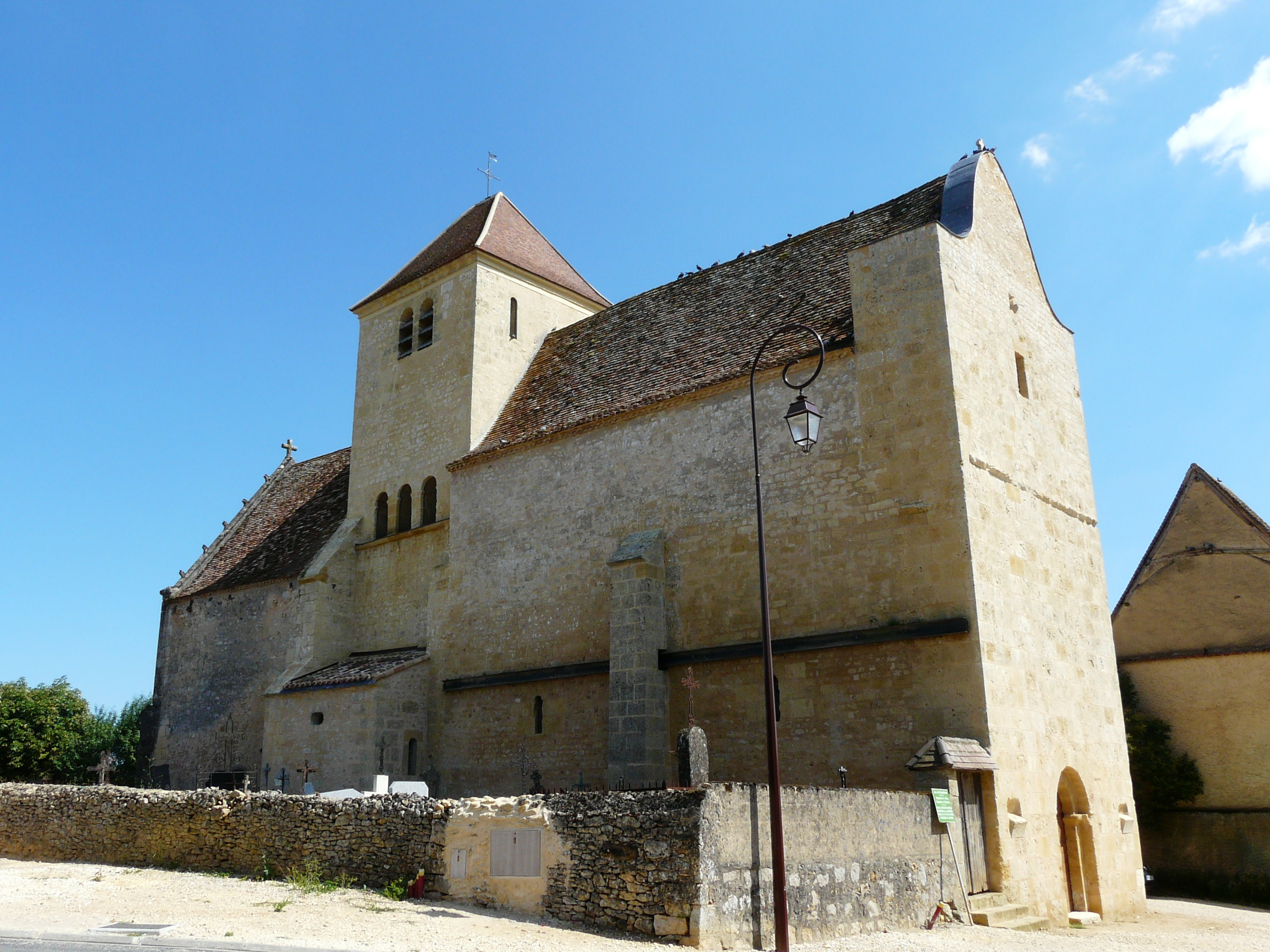
L'église Sainte-Colombe.
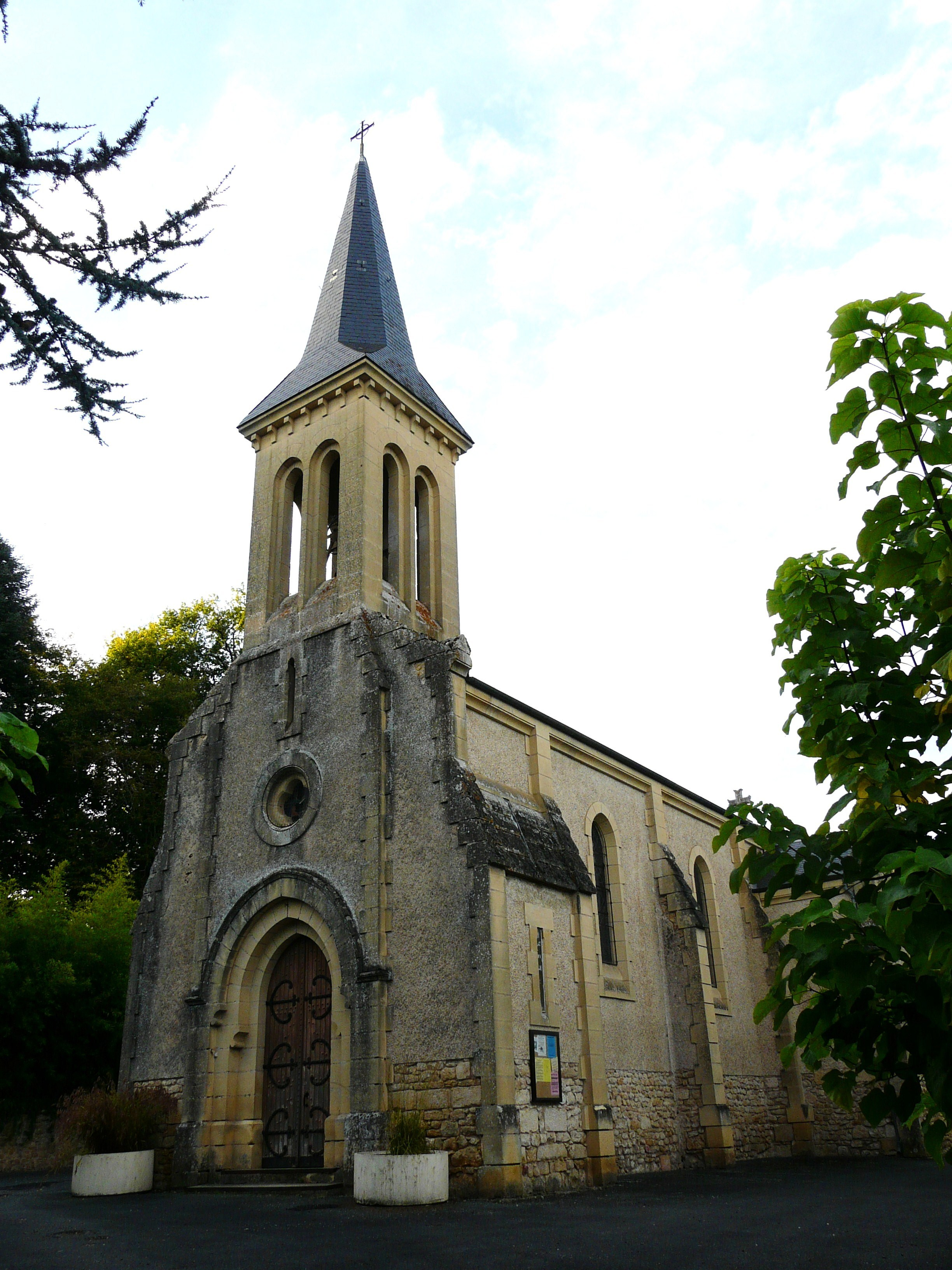
L'église Saint-Étienne de Drayaux.
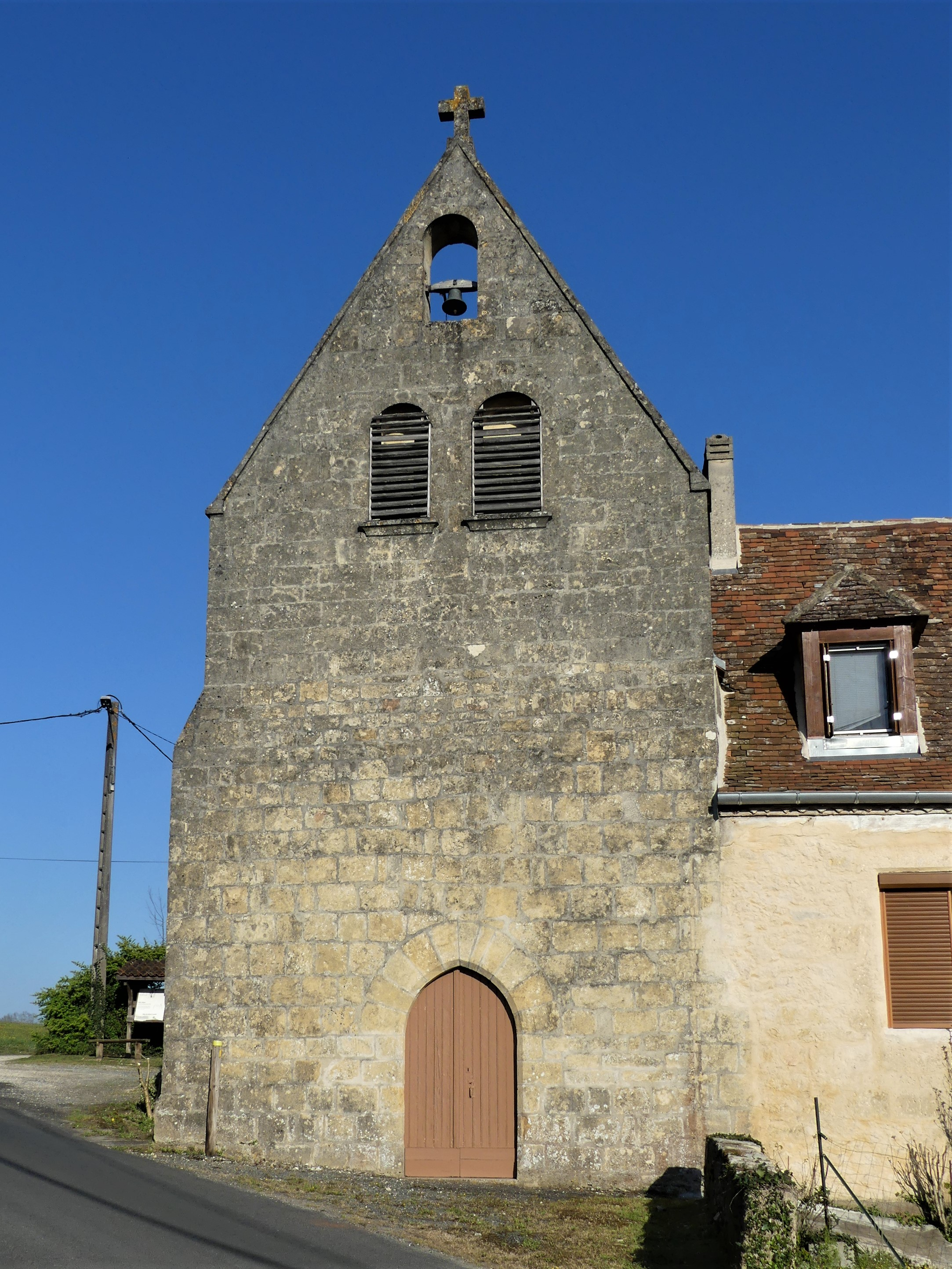
La chapelle Sainte-Anne de Saint-Sulpice.

#### Saut de la Gratusse
Au saut de la Gratusse, vivait selon la légende locale un monstre, le coulobre de Lalinde. Ce dragon vivait « dans une caverne sur une colline de la rive gauche de la Dordogne. Il dévorait moutons, bergers et bateliers ; il asséchait la rivière en y buvant, une patte posée sur chaque rive et la queue plongée dans l'eau... Un jour, saint Front parvint à le tuer et, depuis, les rochers sont teintés de rouge ».

### Patrimoine culturel
Chaque année depuis le début des années 1980, sauf en 2010, Lalinde rassemble au début du mois de mars de nombreux participants pour sa course à pied des « 50 kilomètres de Lalinde ». En fait, il existe deux parcours, l'un de 24,150 km, l'autre de 50 km. En 2014, ces deux courses ont rassemblé un millier de coureurs pour la 32e édition.

### Personnalités liées à la commune
- Pierre Lafon (1773-1846), né à Lalinde, tragédien.
- Hilarion Ballande (Cuzorn, Lot-et-Garonne 1820 - Sainte-Colombe, aujourd'hui intégrée à Lalinde 1887) : tragédien. Hilarion Ballande est le fils cadet d'Antoine Ballande et d'Élisabeth Dabland, papetier et maître de forges à Pombié et à Libos. Son père Antoine s'installe à Couze en 1841 et exploite le moulin de Bayac. Sociétaire du Théâtre Français jusqu'en 1853, Hilarion démissionne et part en tournée dans la troupe de mademoiselle Rachel. En 1867, il crée la Société des auteurs dramatiques inconnus qui doit faciliter les jeunes auteurs dans la représentation de leurs ouvrages, tentative qui reste sans lendemain. En 1869, il met à exécution l'idée qui va illustrer son nom : « Les Matinées Littéraires du dimanche ». Elles ont lieu au théâtre de la Gaîté. En 1876, il prend la direction du théâtre Déjazet, et de 1880 à 1883 celui du théâtre des Nations. Il se retire ensuite à l'âge de soixante-trois ans dans son château de La Finou pour s'occuper de viticulture et reconstituer son vignoble détruit par le phylloxéra. Il meurt à l'âge de soixante-sept ans, le 27 janvier 1887. Hilarion repose à Couze dans le caveau de la famille Ballande.
- Edgar La Selve (1849-1892), né à Lalinde, écrivain et professeur de rhétorique au lycée national de Petion, à Port-au-Prince (Haïti).
- Jacques Élie de Riols de Fonclare (1857-1944), né à Lalinde, militaire, il est nommé général de brigade en 1914, puis général de division en 1916.
- Jean-Baptiste Lemire (1867-1945) : compositeur, il a été chef d'orchestre à Lalinde.
- Jean Gautheroux (1909-1986), né à Lalinde, joueur international français de football.
- Pierre Gonthier (1932-), né à Lalinde, écrivain et poète, il a publié plusieurs ouvrages racontant son enfance à Port de Couze.
- Jean Monribot (1987-), né à Lalinde, joueur de rugby à XV.
- Jefferson Poirot (1992-), joueur de rugby à XV, a joué dans l'équipe de Lalinde de 2001 à 2007.

### Héraldique
| Blason de la ville de Lalinde | Lalinde porte "de gueules à un lion léopardé d'or issant d'une forêt de sinople sur une terrasse du même ; au chef cousu d'azur chargé d'une croisette d'or entre deux fleurs de lys de même. (Grand armorial de France)". |

## Pour approfondir